# Архитектурный ордер

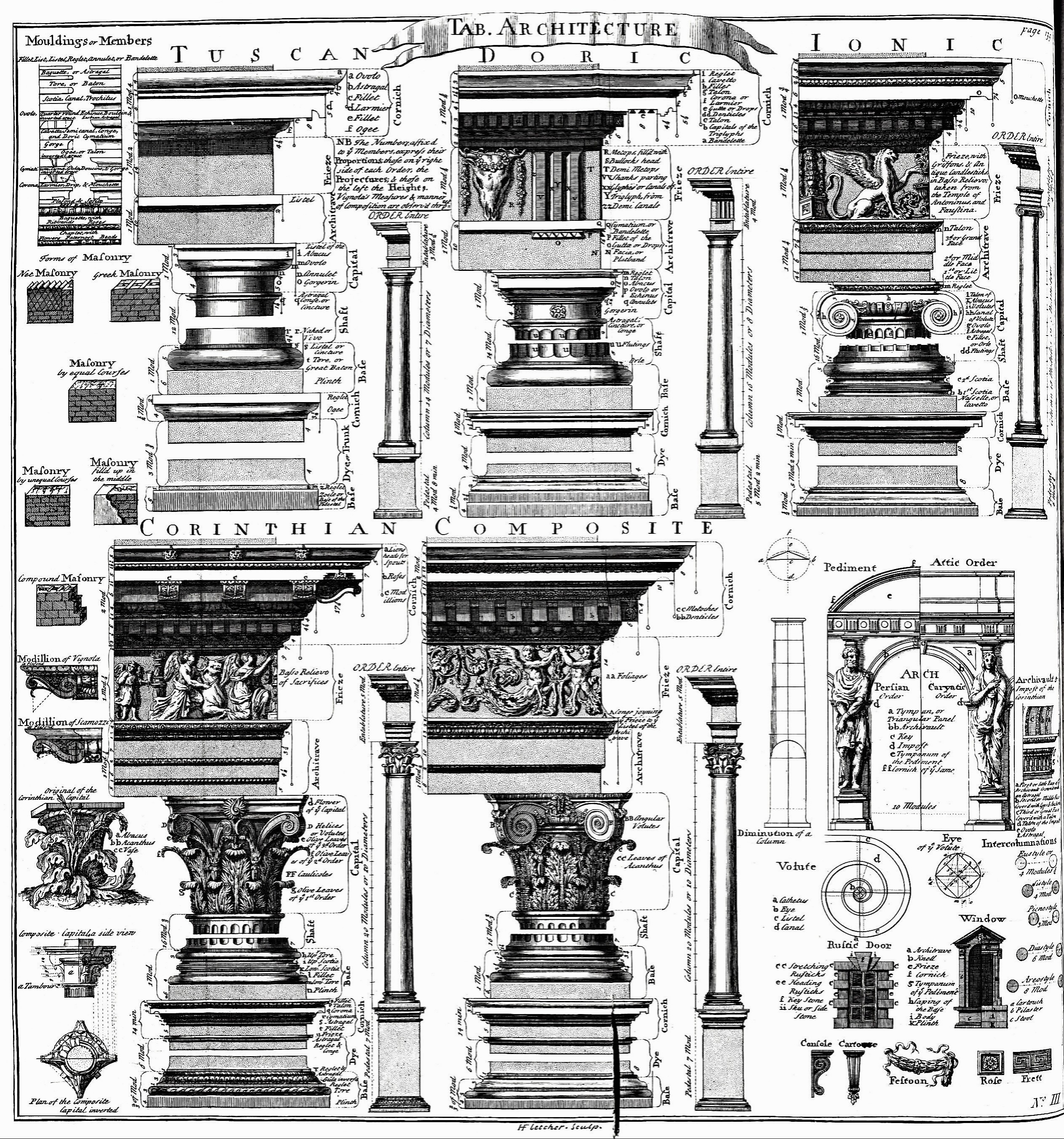
Иллюстрации классических ордеров (слева направо): тосканский, дорический, ионический, коринфский и композитный. Циклопедия. 1728

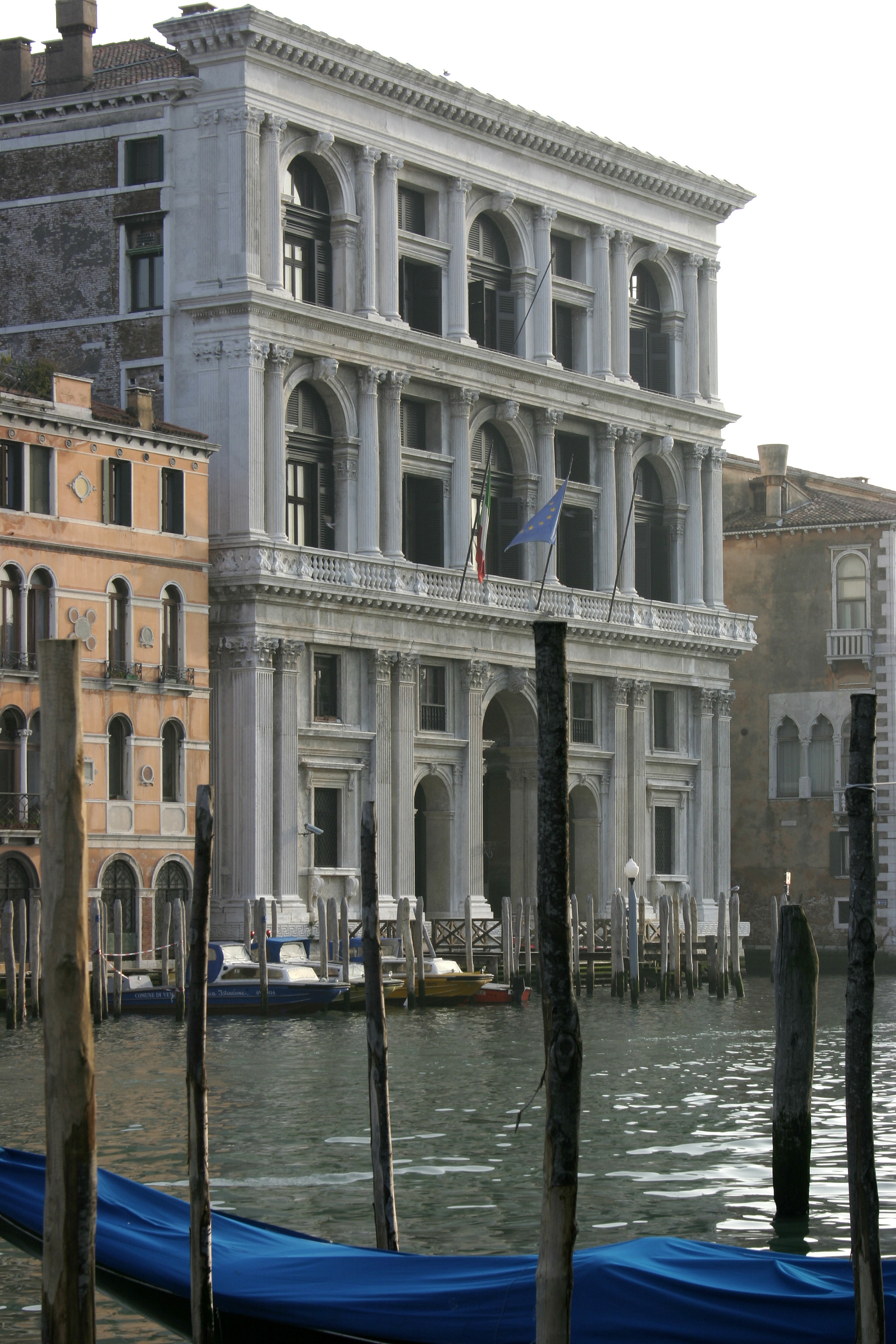
Ордерная декорация в архитектуре. Палаццо Гримани ди Сан-Лука. 1556—1575. Венеция

Архитекту́рный о́рдер (от лат. ordo — строй, порядок) — тип архитектурной композиции, состоящей из вертикальных и горизонтальных элементов: колонн и пилястр, а также антаблемента. В иной формулировке: порядок, или последовательность использования элементов в архитектуре определённого стиля. Включает в себя систему пропорций, предписывает состав и форму элементов, а также их взаиморасположение.
В традиционном понимании архитектурный ордер имеет триадную структуру — все его части, большие и малые, делятся на три: 1) постамент (стилобат (стереобат)), 2) несущую часть (колонну), 3) несомую часть (антаблемент). В колонне выделяются следующие три части: 1) база, 2) ствол (фуст), 3) капитель. Антаблемент также делится на три части (снизу вверх): 1) архитрав, 2) фриз, 3) карниз. База имеет плинт, торус (вал), трохилус (выкружку).
Архитектуроведы XX века последовательно отходили от ранних представлений об ордере только как о конструктивной системе. Если архитектура, в отличие от строительной деятельности, представляет собой вид художественного творчества, то и архитектурный ордер следует считать образным переосмыслением тектонических закономерностей не только стоечно-балочной, но и любой системы, придающей сооружению необходимую устойчивость и прочность. Отсюда выражение «ордер стены» (без колонн), или астилярный ордер (от греч. a — без, и stylos — колонна). Стена, внизу оформленная цоколем, вверху — карнизом, посередине — тягами, рустом, наличниками дверных и оконных проемов, сандриками и прочими деталями, обретает тектонический вид и, следовательно, ордерность. В такой композиции убедительно прочитываются низ, верх, основание, несущая и несомая части. В этом смысле «безордерной» может считаться только внехудожественное, некомпозиционное сооружение, в котором не выявлены формообразующие тектонические начала. Ордерность таким образом сближается с понятием тектоничности, но последнее остается более широким. Определение «астилярный ордер» ввел в теорию архитектуры ещё в XVIII веке выдающийся архитектор и гравер Дж. Б. Пиранези. Проще говоря, ордер это не только здание с колоннами. Поэтому традиционное подразделение на ордерную (здание с колоннами или пилястрами) и безордерную архитектуру (без колоннад) также отошло в прошлое. В ещё более радикальной формулировке: ордер это основополагающий художественный троп в искусстве архитектуры, то есть способ образного переосмысления и художественного преображения строительной конструкции, превращения её в «образ строения» (термин А. И. Некрасова).
Большой, или колоссальный, ордер — композиция фасада здания с колоннами, охватывающими два и более этажей. Художественно-образное понимание ордерности можно распространить и на другие виды искусства, которые мы обобщенно именуем архитектонически-изобразительными, в первую очередь на декоративно-прикладное искусство и дизайн.

## История развития и изучения ордерных систем

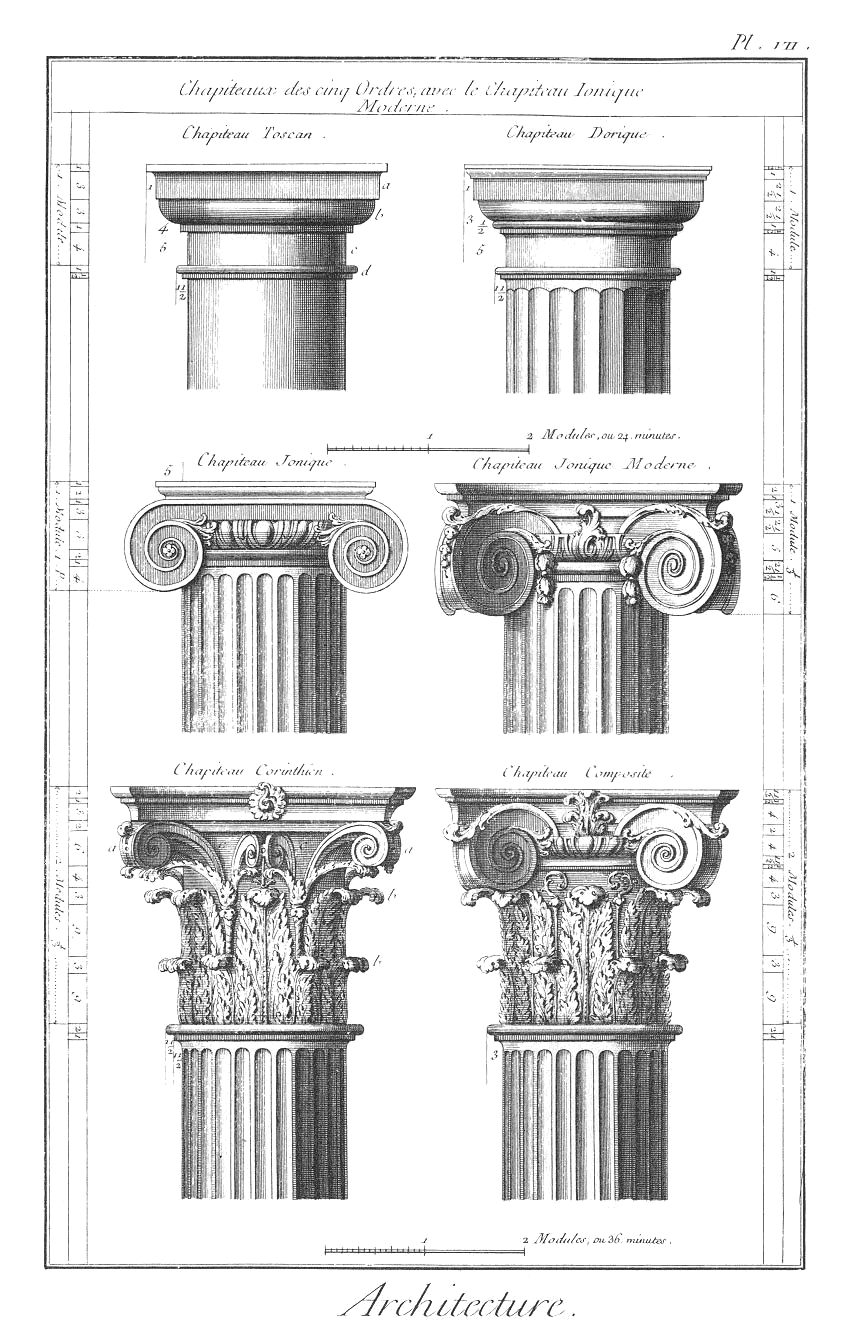
Капители тосканского, дорического, ионического (в двух вариантах), коринфского и композитного ордера. Иллюстрация из Энциклопедии, XVIII век

История развития ордерной системы насчитывает около трех тысяч лет. Ордер уникален и универсален в одно и то же время. Идея ордерной системы угадывается в первобытных дольменах, трилитах и кромлехах, совершенствуется в сооружениях Древнего Египта, Крита и Микен. Однако в качестве образного переосмысления строительной конструкции впервые достаточно ясно предстает в Древней Греции. Может возникнуть ощущение, что последующее совершенствование и развитие многообразия художественных свойств ордерной системы есть достижение только западноевропейской классической архитектуры. Однако и это не так. Ордерность (в широком и глубоком значении этого термина) присуща не только европейской, но и восточной, византийско-арабской, китайской, японской, а также древнерусской архитектуре, композициям периода модерна, модернизма и постмодернизма.
Античное обоснование ордерной системы впервые было сделано римским теоретиком архитектуры второй половины I века до н. э. Витрувием, автором трактата «Десять книг об архитектуре». Древние греки считаются изобретателями трех классических архитектурных ордеров. По определению Витрувия, в дорическом ордере они видели «пропорции, крепость и красоту мужского тела», в ионическом — «утонченность женщин», а колонну коринфского создавали в подражание «девичьей стройности». Витрувий соотносил пропорции ордеров с ладами древнегреческой музыки, или модусами: строгим дорийским, радостным ионийским, бурным фригийским. Взяв за модуль «след» от колонны на стилобате, ее нижний диаметр (эмбат), Витрувий канонизировал пропорциональные отношения величин: для дорического ордера отношение высоты колонны к эмбату равняется 1:7, для ионического — 1:8, для коринфского — 1:9. Ордеры таким образом выстраиваются в пропорциональный ряд от самого мощного дорического к утонченному коринфскому. Витрувий считал, что выбор того или иного ордера определяется тем, какому божеству посвящается храм, хотя греки использовали ордеры свободно, сочетая их один с другим.
Древние римляне на основе собственного строительного опыта прибавили к трем греческим ордерам тосканский (италийский вариант дорического) и композитный с усложненной капителью коринфского ордера. В эпоху Возрождения итальянский архитектор Джакомо да Виньола в трактате «Правило пяти ордеров архитектуры» (1562) выделил пять древнеримских ордеров: тосканский, римско-дорический, римско-ионический, коринфский и композитный. Коринфский и композитный ордеры, как наиболее пышные, римляне использовали чаще всего. Виньола также упростил систему пропорций. Древнеримские колонные ордеры отличаются от греческих наличием пьедесталов. Соотношения частей полного ордера (с пьедесталом) по высоте у Виньолы составляет: 4 части (пьедестал), 12 (высота колонны с базой и капителью) и 3 (антаблемент: архитрав, фриз, карниз).
В Средневековье ордерная система продолжала существовать, обогащаясь новыми романо-германскими, франкскими и ломбардскими элементами, но, одновременно, упрощаясь. В эпоху Возрождения античную ордерную систему изучали Леон Баттиста Альберти, Антонио Филарете, Франческо ди Джорджо, Джакомо да Виньола. Во второй половине XVI века — Андреа Палладио. В постренессансную эпоху понятие архитектурного ордера было положено в основу образования в Академиях художеств и практической деятельности архитекторов классицизма, барокко и неоклассицизма. В период историзма архитекторы использовали все исторические разновидности ордеров в зависимости от выбранного стиля сооружения. Ордер в широком значении термина остается основой архитектурной композиции всех эпох и стилей: модерна (в особенности неоклассического течения), модернизма, постмодернизма и нового классицизма. Даже в произведениях конструктивизма, неопластицизма, органической архитектуры ордерность присутствует в скрытом виде. Ее отсутствие означает деконструкцию и хаос.

## Классические ордерные системы

### Греческие ордеры
Основные греческие ордеры — дорический и ионический — появились уже в первых известных науке полностью каменных сооружениях в первой половине VI века до н. э. Третий ордер — коринфский — появился значительно позже. Греческие ордера состоят из трёх главных частей:
- Стереобат — как правило ступенчатое основание, покоящееся на верхнем ряде кладки фундамента; верхняя ступень стереобата — стилобат (хотя иногда так называют только поверхность ступени, на которой покоятся колонны);
- Колонны — вертикальные опоры, главный несущий элемент конструкции;
- Антаблемент — верхняя, венчающая, несомая часть конструкции; антаблемент делится на три части:
  - Архитрав, в переводе с греческого — верхняя балка, опирающаяся на колонны и передающая на них всю нагрузку от элементов, расположенных выше;
  - Фриз — средняя часть антаблемента, расположенная между архитравом и карнизом, имеет как правило декоративную нагрузку;
  - Карниз — самая верхняя часть ордера, на которой покоится кровля.

#### Греческий дорический ордер

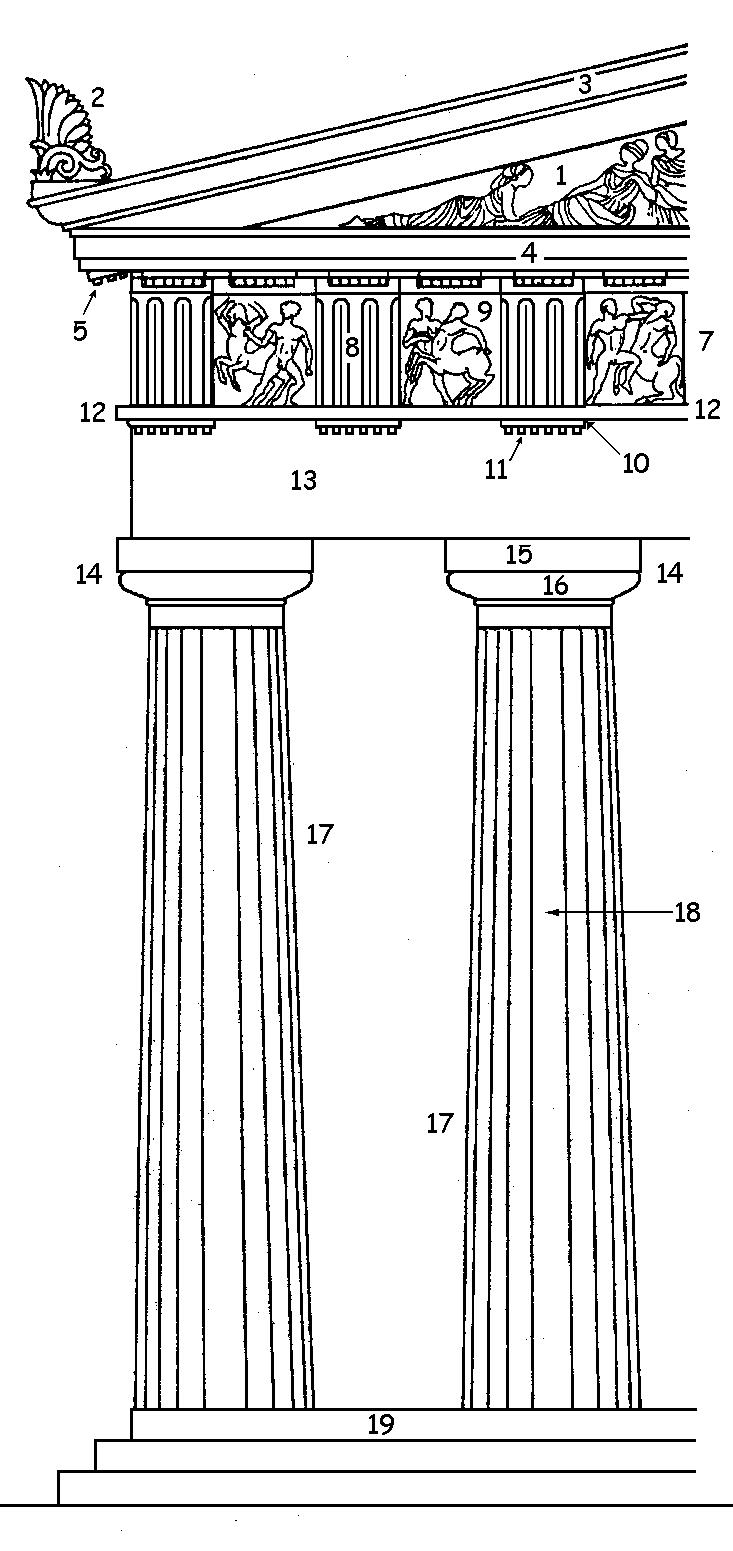
Части греческого дорического ордера:
1. Тимпан 2. Акротерий 3. Сима 4. Карниз 5. Мутулы 7. Фриз 8. Триглиф 9. Метопа
10. Регула 11. Гутты 12. Тения 13. Архитрав 14. Капитель 15. Абака 16. Эхин 17. Колонна 18. Каннелюра 19. Стилобат

Название дорического ордера произошло от именования дорийских племён, вторгшихся в Эгейский мир с севера на рубеже XII—XI веков до н. э. Дорийцы расселились, в основном, в материковой Греции, где и сложился дорический ордер. Каменные ордерные постройки с дорийскими ордерами появились в начале VI века до н. э.
Все исследователи, по традиции, начатой Витрувием, сравнивают пропорциональный строй дорического ордера со строгой мужской красотой, подчёркивая его монументальность. Витрувий писал, что дорический ордер подражает «голой и неукрашенной мужской красоте». Исходя из знаний об отношения древнегреческого общества к красоте, можно предполагать, что Витрувий имел в виду красоту спортсмена-олимпийца, древнегреческого героя и, продолжая аналогию, олимпийского бога. В связи с этим дорический ордер достаточно скуп в декоре, его главной выразительной чертой выступает пропорциональная система его построения.
В дорическом ордере не было базы, а колонны устанавливались непосредственно на стилобат. Сама дорическая колонна была достаточно массивной: в ранних постройках отношение диаметра к высоте колебалось около 1:4 — 1:5. Позже пропорции колонн стали более лёгкими. В крупнейших памятниках древнегреческой архитектуры соотношение составляло уже 1:5,48 как в ордере Парфенона и Пропилеев, но, тем не менее, никогда не достигало изящества ионического ордера. Ствол колонны (фуст) суживался от самого низа, но неравномерно. Заметное сужение начиналось примерно с 1/3 высоты ствола (визуально различаемая «припухлость» колонны в этой части именуется энтазисом).
Поверхность колонны усложнялась каннелюрами (каннелюра — французское слово, дословно означающее «желобок»). Каннелюра в дорическом ордере была неглубокой, с острыми гранями. Каннелюры переходили непосредственно одна в другую, не оставляя гладкой поверхности ствола колонны. Обычно в постройках классического периода одна колонна имела 20 каннелюр.
Капитель (от позднелатинского — головка) выполняла роль венчающей части колонны, на которую визуально опирались расположенные выше элементы ордера. В дорическом ордере капитель отделялась от ствола горизонтальными врезами гипотрахелиона или шейки, которых могло быть от одного до четырёх. Дорическая капитель имела две части:
- Абаку (по-гречески — стол), квадратную в плане плиту, которая подкладывалась под балку (архитрав).
- Эхин (по-гречески буквально «морской ёж», из раковины которого изготавливали сосуды, по форме похожие на данный элемент капители) — круглый в плане элемент, напоминающий подушку или усечённый конус, появление которого объяснялось необходимостью передать нагрузку от прямоугольной части антаблемента на круглый ствол колонны; нижняя часть эхина украшалась врезными профилированными поясками — ремешками (от одного до пяти)[12].

Антаблемент дорического ордера состоял из трёх обязательных элементов: архитрава, фриза и карниза.
- Дорический архитрав (французское слово, произошедшее от греческого «архи» — главный и латинского «трабс» — балка) — гладкая балка, без каких-либо членений или декоративных элементов; сверху завершался небольшой полочкой — тенией.
- Дорический фриз (от французского — украшение) состоял из триглифов (от греческих слов «три» и «вырезать»; вырезы триглифов обычно оставляли на плоскости три вертикальных полосы) и метоп (греческое слово, которое обозначало, среди прочего, пространство между глазами). В Греции дорический фриз именовался «триглифон», по главному элементу. На каждый пролёт между колоннами приходилось по три триглифа и две метопы.
  - Триглифы представляли собой вытянутые по вертикали прямоугольники, располагавшиеся по одной плоскости с фасадной стороны архитрава. Поверхность триглифа усложнялась вертикальными врезами: два полных в середине каждого триглифа и два половинных по краям. Триглифы использовались как изображения торп балок перекрытия, опирающихся на архитрав. С нижней стороны тении под каждым триглифом помещалась небольшая дополнительная полочка — регула (по-латыни — прямая палка), украшавшаяся шестью капельками (на латыни — гутты). Триглифы обычно помещали по осям колонн и в середине интерколумний (латинское название пролётов между колоннами), исключение составляли угловые триглифы, которые смещали с оси колонны в сторону угла здания.
  - Метопы имели почти квадратную форму и в памятниках классического периода зачастую украшались скульптурными горельефами.
- Дорический карниз (немецкое слово) или гейсон (греческий термин) — венчающая часть антаблемента, резко выступавшая вперёд, нависая над остальными элементами, защищая их от осадков. В основе карниза лежала выносная плита, прямая в ранних памятниках, с небольшой подрезкой снизу — слёзником — в классических произведениях. Нижняя поверхность плиты имела прямоугольные выступы — мутулы (элементы, закрывавшие нижнюю часть стропил). На главном (торцевом) и боковом фасадах дорического ордерного здания карниз решался по разному. С торца над карнизом располагалась стена треугольного очертания, немного заглублённая относительно плоскости архитрава и фриза, по бокам эта стена обрамлялась наклонными краями скатов кровли, обработанными профилями, аналогичными тем, которые помещались на карниз. Весь треугольник с обрамлением в виде карнизов именуется фронтоном, а треугольная стена без обрамления — тимпаном (по-гречески — бубен). Наклонные карнизы фронтона отличались от горизонтального наличием симы — водосточного желоба, в нижней части заканчивавшегося водомётом в виде головы льва. Плоскость фронтона часто украшалась скульптурой: барельефом, горельефом или статуарными группами, по углам — акротериями (скульптуры или орнаментальные украшения). Если боковые фасады делались без симы, то в данном случае скат кровли замыкал особый ряд вертикальной лобовой черепицы, украшенной порезкой — антефикс[13].

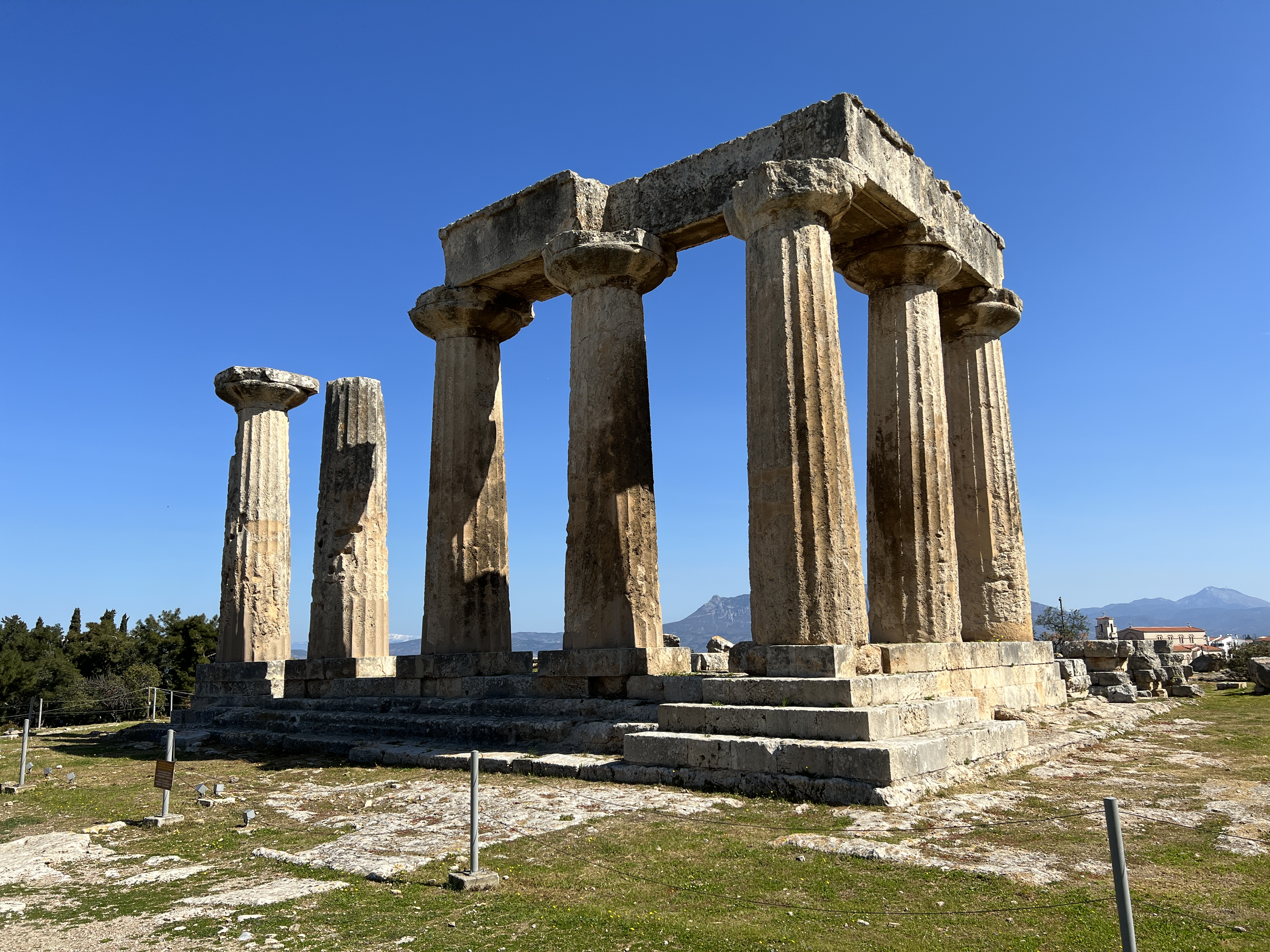
Храм Аполлона в Коринфе, около 540 г. до н. э.
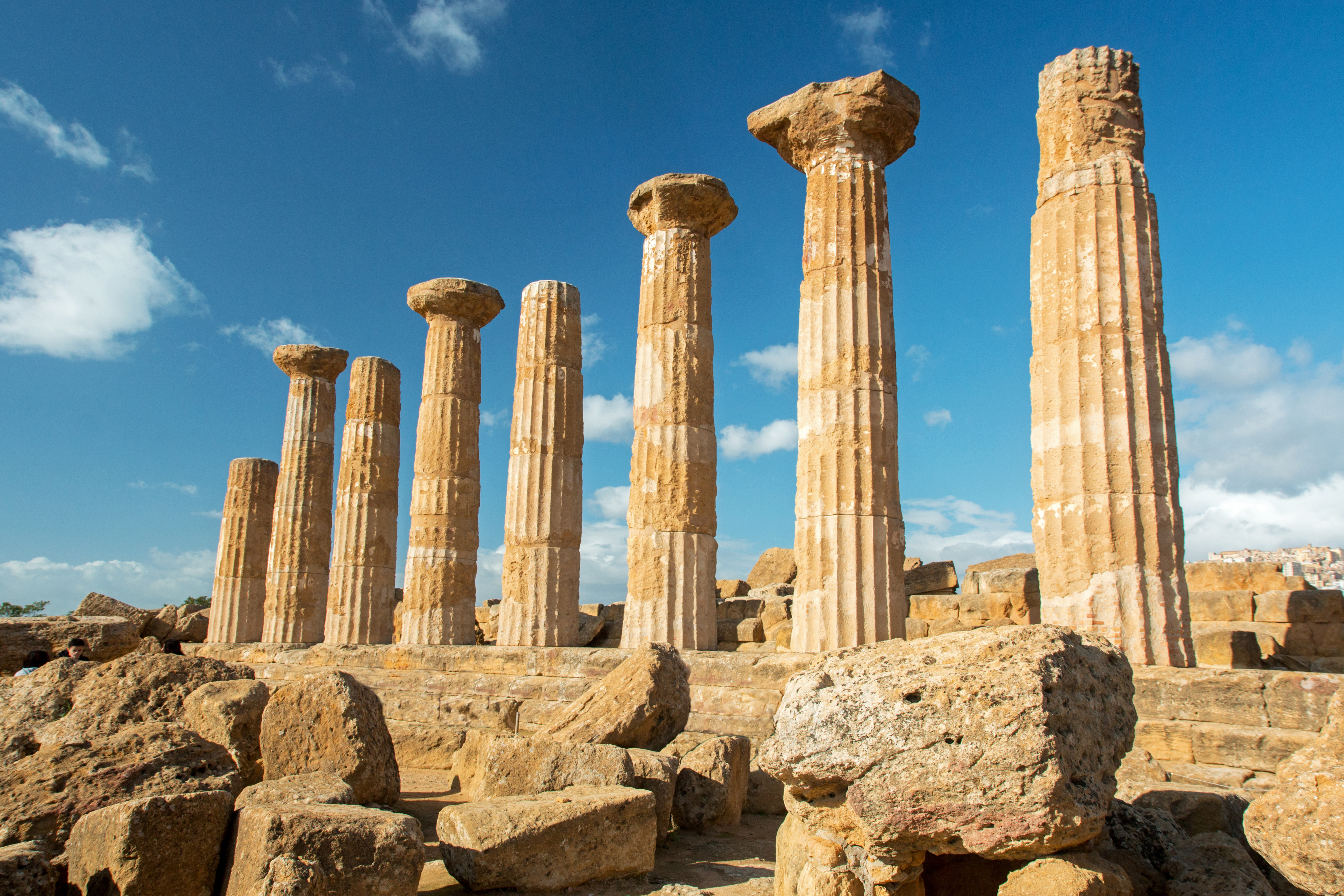
Храм Геракла в Акраганте, конец VI века до н. э.
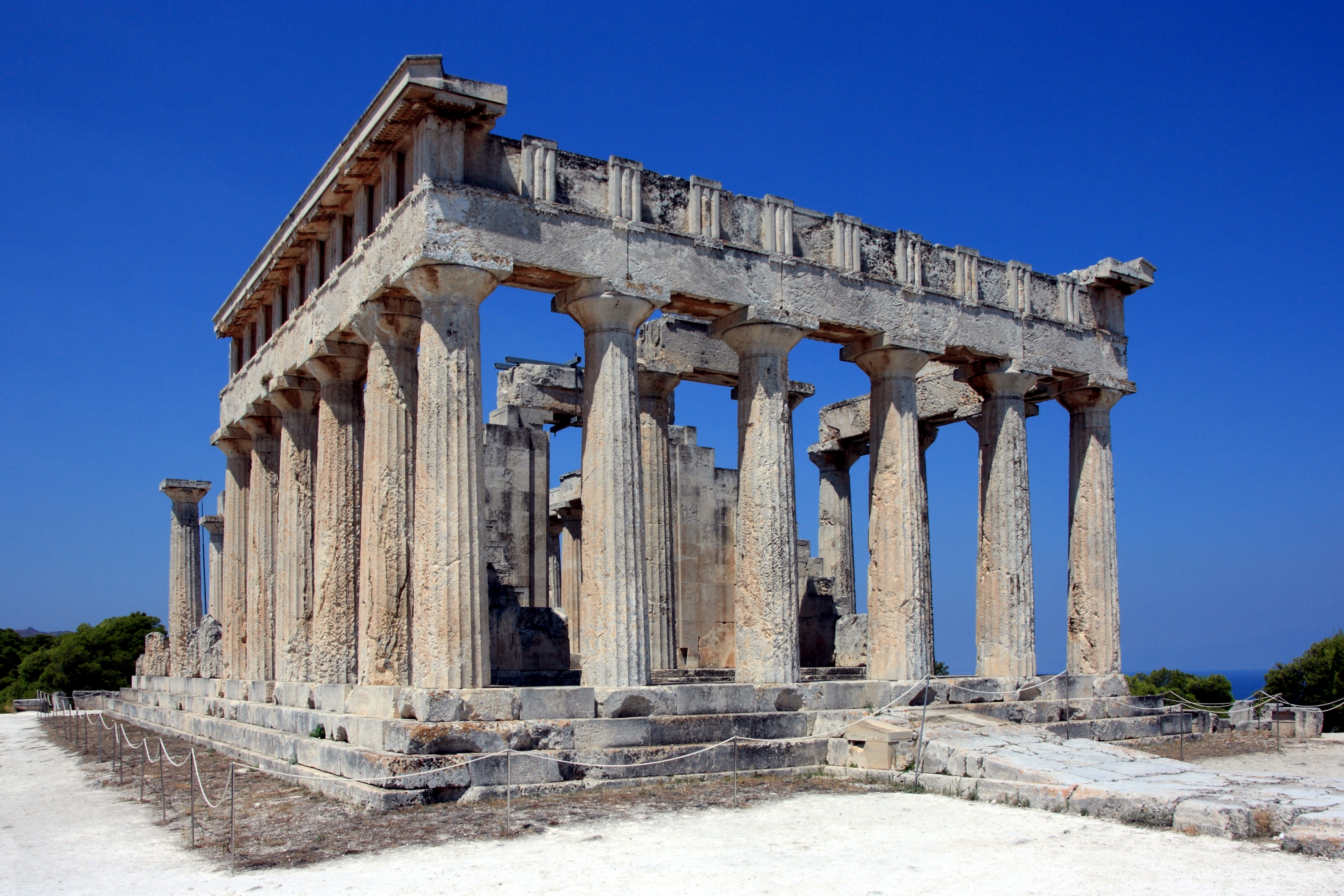
Храм Афайи, около 490 г. до н. э.
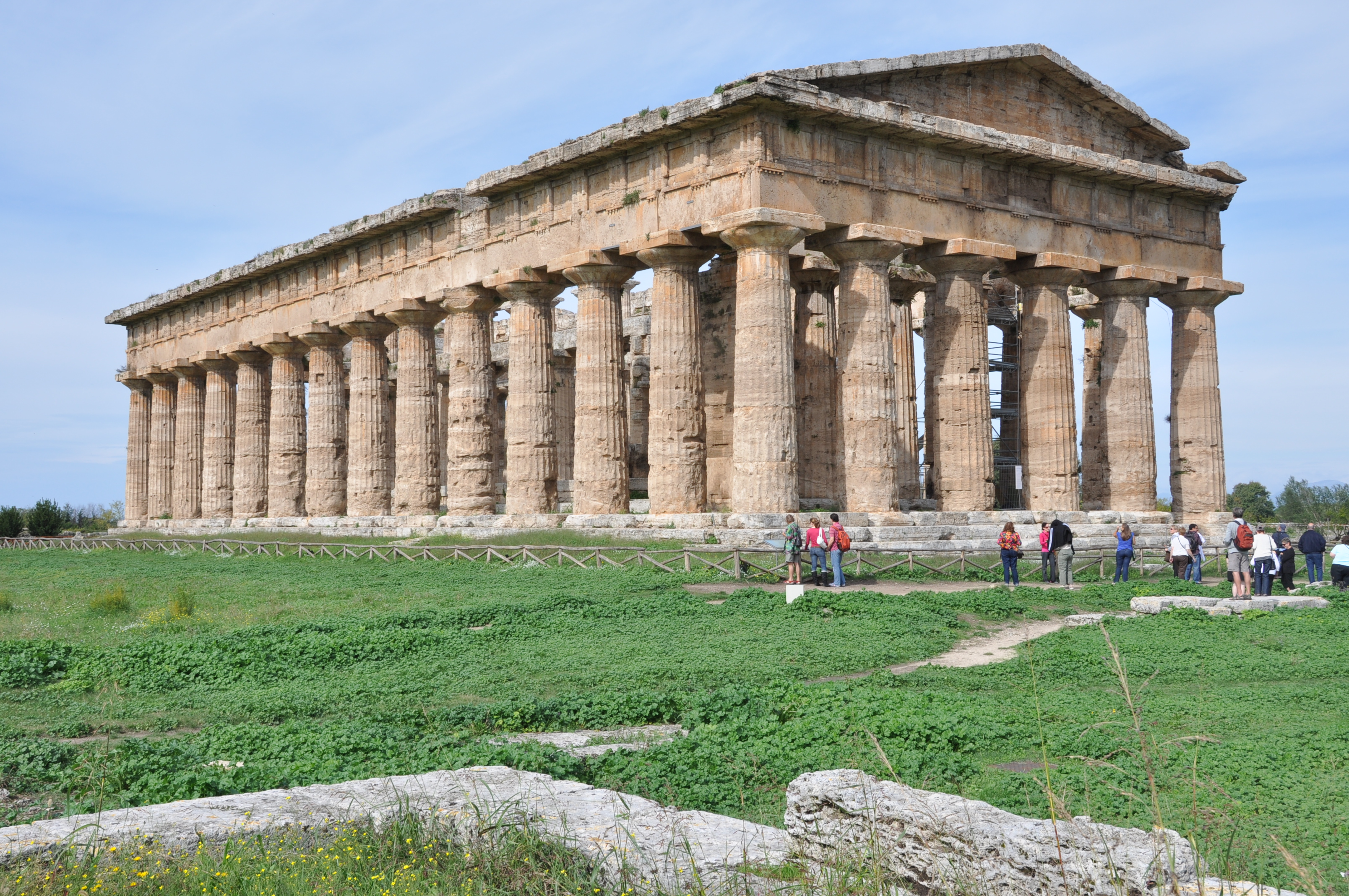
Второй храм Геры в Пестуме, около 460 г. до н. э.

#### Греческий ионический ордер

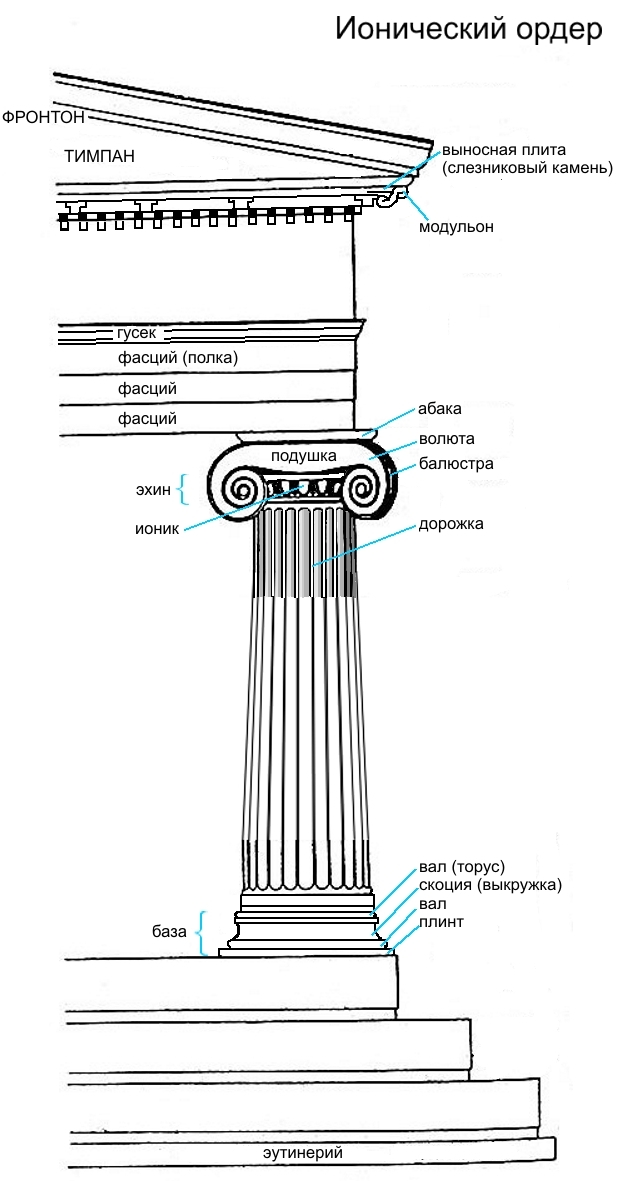

Название ионического ордера происходит от ионийских племён, заселивших материковую Грецию. Данный вариант ордера сложился позднее, чем дорический. Более ранний, малоазийский вариант в своём первоначальном виде (без фриза) появился в середине VI века до н. э. Аттический вариант появился впервые в 525 году до н. э. в сокровищницах в Дельфах. Дальнейшее развитие аттического ионического ордера пришлось на V век до н. э. при сооружении ансамбля Афинского Акрополя, где данная ордерная система получила наивысшее развитие, как и дорический ордер.
Основанием ионического храма, как и дорического, служил стереобат, чаще всего имевший три ступени, но иногда имевший много ступеней, а в отдельных случаях мог иметь ступени только с главного фасада, а с остальных трёх сторон основание ограждалось вертикальными стенами. Позже такое основание получило развитие в римской архитектуре и поэтому получило латинское название — подий.
Колонна ионического ордера делилась на три части: базу, ствол и капитель. База — опорная часть колонны, зачастую сама опиралась на квадратную в плане плиту — плинт (по-гречески — плита), который не являлся обязательным элементом. База и в малоазийском, и в аттическом ордерах состояла из одинаковых чередующихся выпуклых и вогнутых элементов. Выпуклые элементы (полувалы, или торусы) украшали орнаментальной порезкой («плетёнкой») или горизонтальными желобками. Вогнутые элементы (скоции) обычно оставались гладкими.
Ионическая колонна была стройнее дорической по пропорциям: её высота в период архаики равнялась восьми диаметрам (1:8), а позже составляла девять диаметров (например, 1:9,52 в портике восточного фасада Эрехтейона). Утончение ствола кверху также было меньше, чем в дорической колонне, энтазис либо отсутствовал, либо был крайне слабо выражен. Поверхность ствола обычно обрабатывалась 24 каннелюрами, при этом борозды отделялись полосками цилиндрической образующей ствола (дорожками). В ионическом ордере колонны расставлялись необыкновенно широко, вплотную приблизившись к предельным конструктивным возможностям материала (в храме Геры Самосской интерколумний достигал 8,47 м, очень значительной величины для древнегреческой архитектуры).
Ионическая капитель, в отличие от однотипной дорической, имела множество вариантов. В основном она состояла из прямоугольной в плане абаки, которая только к концу VI века до н. э. приблизилась к квадрату. Ионическая абака была намного тоньше дорической, под ней располагалась подушка с волютами и эхином. Волюты выглядели как завитки подушки со стороны фасада, а по боковым сторонам капители они соединялись между собой валами, называемыми балюстрами. По виду балюстры напоминали свиток. Эхин помещался под подушкой и между волютами. Таким образом, эхин в ионической капители был представлен только на главном фасаде и только некоторой частью. Эхин и абака чаще всего украшались богатой порезкой, более мелкой у абаки и крупной, в виде иоников, у эхина. Ионики, иногда называемые овами, являлись орнаментом в виде яйцеобразных элементов, чередовавшихся с листьями и стрелками. Угловые капители ионического ордера решались особым способом: начиная со 2-й половины V века до н. э. впервые в Афинах, а позже уже по всей Греции, появились капители, у которых угловая волюта была повёрнута и располагалась под углом 45° к обоим фасадам.
Если основа базы, колонна и капитель имели общие черты в малоазийском и аттическом вариантах ордера, то антаблемент, крыша и элементы базы решались по-разному.
- Малоазийский ионический ордер

Малоазийская база практически не расширялась книзу и имела сложную прорисовку. Её основу составляли две части: основание, близкое по форме цилиндру, и торус. Иногда к этим двум элементам добавлялось дополнительное основание (кроме плинта), состоявшее из трёх элементов в виде двойного валика каждый, которые разделялись двумя скоциями. Подобная база была самой распространённой в Древней Греции, применялась повсеместно, кроме Афин и существовала вплоть до эпохи эллинизма. В некоторых наиболее богатых сооружениях (например, храм Артемиды в Эфесе), в базу вводился дополнительный элемент — барабан с рельефной скульптурой.
Антаблемент основного варианта малоазийского ионического ордера состоял из двух частей: архитрава и карниза. Архитрав зрительно имел более лёгкий вид, в отличие от дорического варианта, так как небольшие горизонтальные уступы делили его на три гладкие, чуть нависающие одна над другой полосы — фасции. Между архитравом и карнизом помещался пояс «сухариков», или зубчиков (по-латыни — дентикулы). Сима украшалась чрезвычайно богатой орнаментальной порезкой.
Крыша основного малоазийского ионического ордера чаще всего была плоской, что соответствовало архитектурным и строительным традициям региона, где он возник.
Под влиянием аттического возник подвариант малоазийского ионического ордера с фризом. Основание сооружения, база, ствол и капитель колонны у малоазийского варианта с фризом не отличалась от традиционного без фриза, но архитрав и фриз были более схожи с аттическим вариантом.

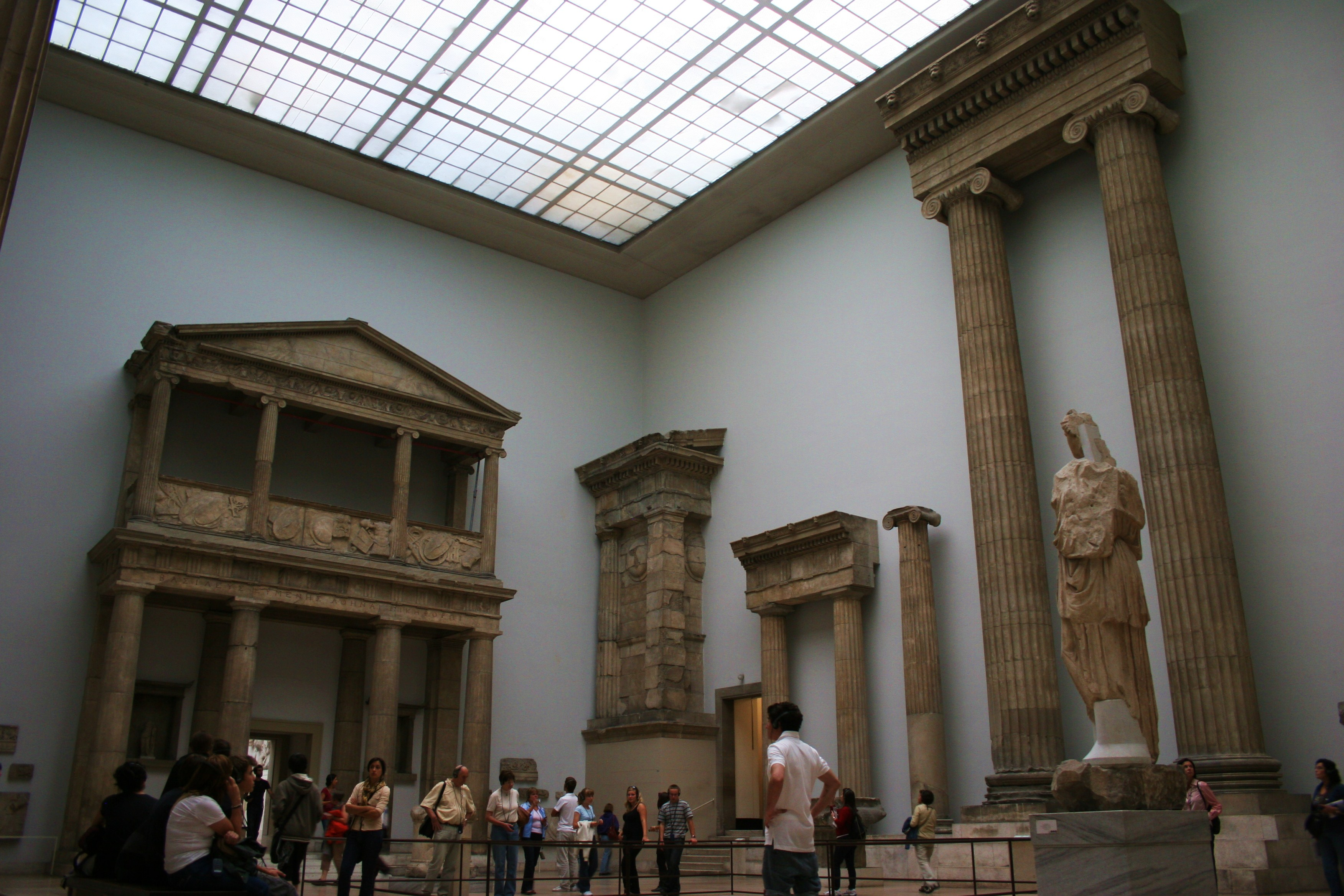
Фрагменты малоазийского ионического ордера без фриза храма Афины Полиады в Приене, около 335 г. до н. э. Пергамский музей
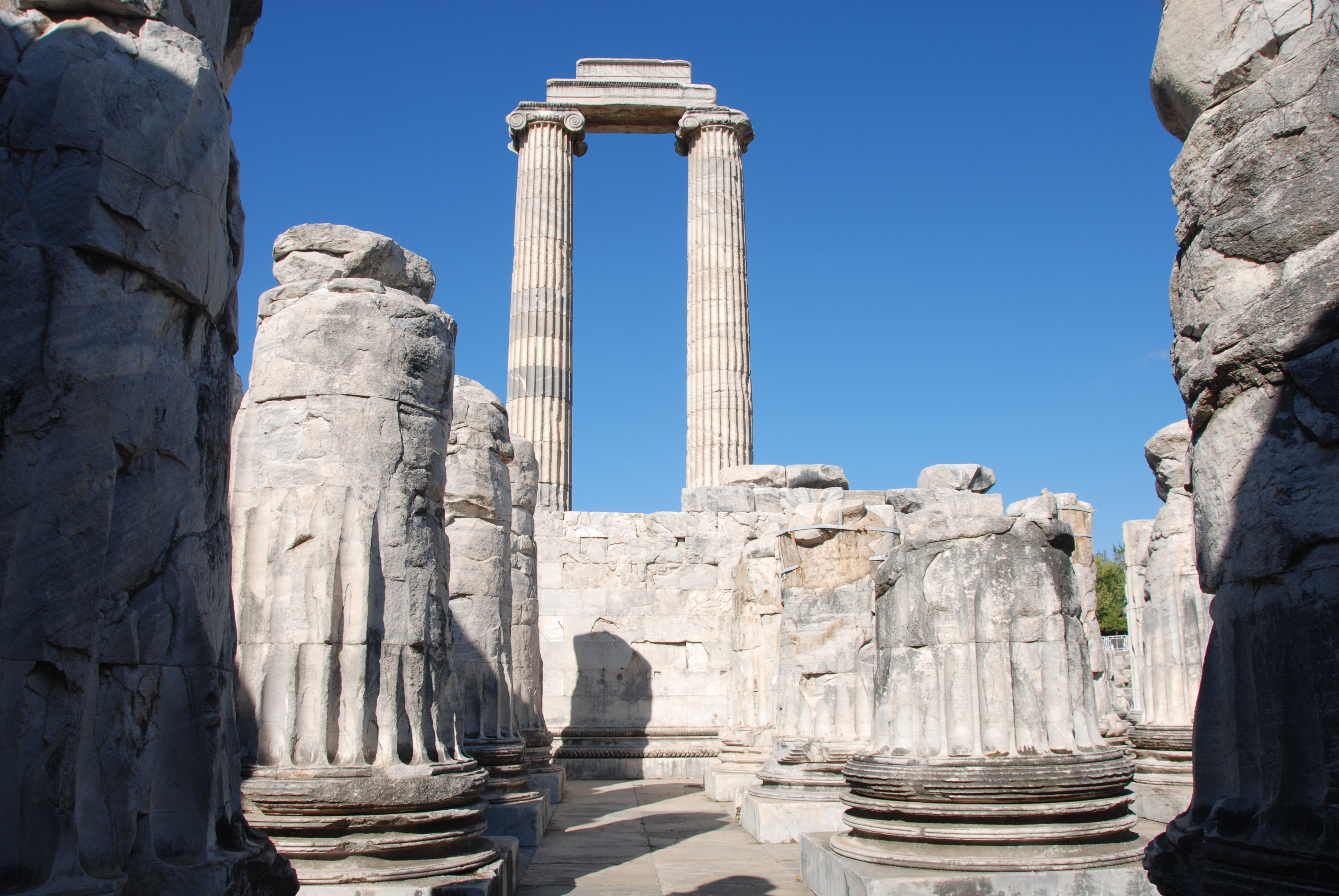
Храм Аполлона в Дидиме
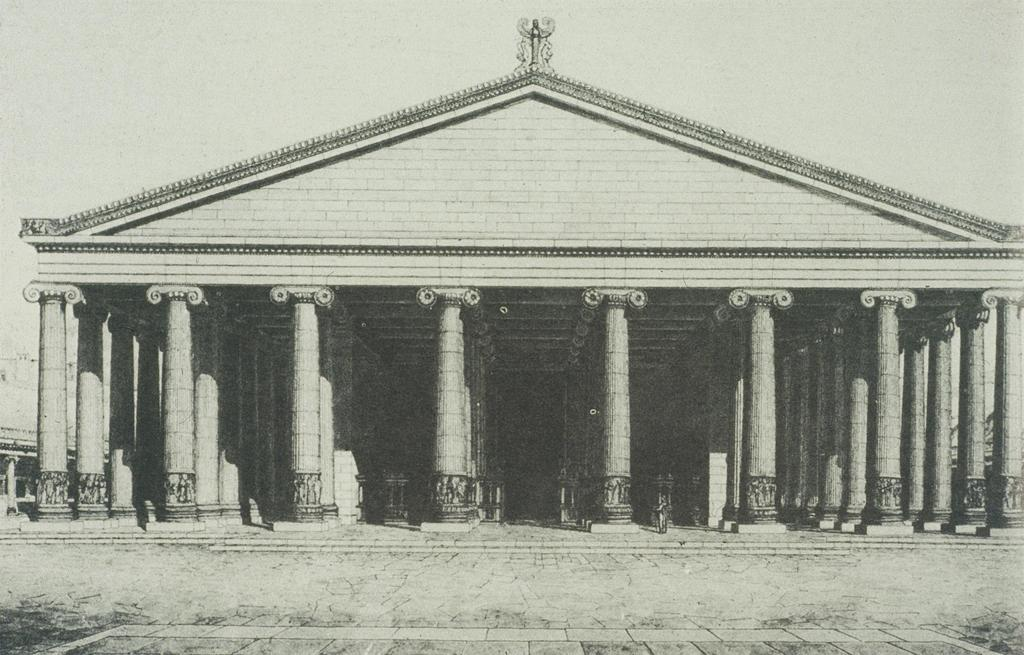
Малоазийский ионический ордер имел Храм Артемиды Эфесской. Реконструкция
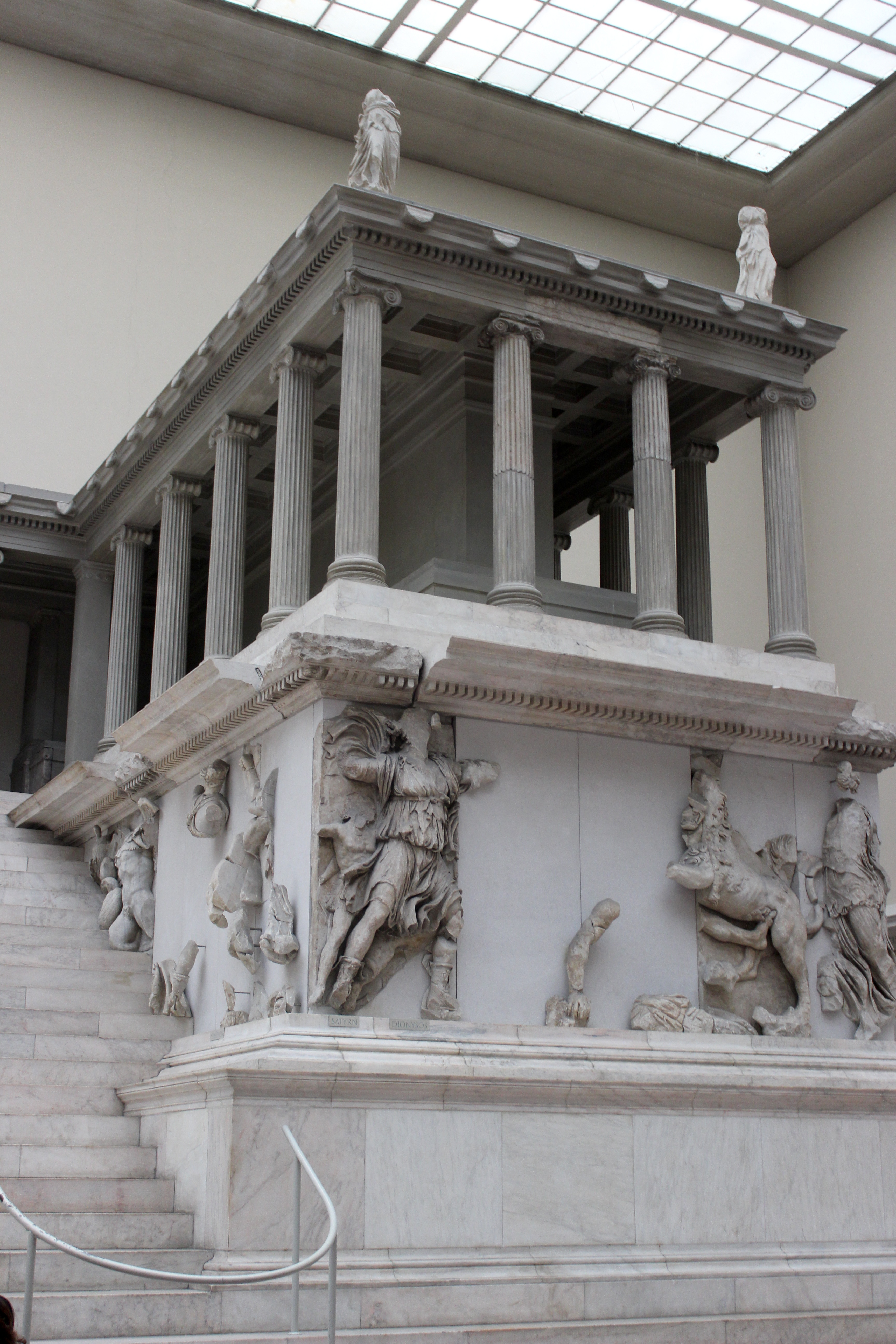
Пергамский алтарь

- Аттический ионический ордер

Возникновение аттического варианта ионического ордера было связано со строительством важнейших сооружений древнегреческой митрополии, в первую очередь — афинского Акрополя, создававшегося как центр эллинской культуры, архитектура которого должна была быть близкой и понятной представителям всех областей Древней Греции. Такая постановка задачи предопределила главную особенность аттического ионического ордера — он представлял собой сплав греческих архитектурных традиций разных регионов. Сильное влияние на становление аттического ионического ордера оказала практика работы зодчих Аттики в формах дорического ордера, поэтому аттический ордер имел трёхчастный антаблемент, двускатную крышу и фронтон, аналогичные дорическому ордеру.
Аттическая база, первый образец которой появился в Дельфах, получила наибольшее развитие в постройках афинского Акрополя. Данная база расширялась книзу, обозначая передачу давления от колонны к основанию и состояла из двух торусов, разделённых скоцией, при этом расширение базы определялось именно формой скоции. Плинт в данном варианте базы также не был обязательным элементом — в сооружениях V века до н. э. в Афинах он отсутствовал.
Аттический ионический антаблемент состоял из трёх элементов, как и дорический, а отличался от дорического тем, что его фриз не был разделён на триглифы и метопы, а огибал здание сплошной неразделённой полосой, гладкой или украшенной скульптурным рельефом. Выносная плита в классическом аттическом ионическом ордере в V веке до н. э. не поддерживалась зубчиками. Сочетание скульптурного фриза и пояса зубчиков, поддерживавших карниз, появилось не ранее IV века до н. э.
Колонны аттического варианта ордера не отличались от малоазийского. В небольших храмах, как подвариант аттического инонического ордера, строились портики, в которых колонны заменялись статуями девушек (кариатидами).
Крыша аттического ионического ордера по устройству не отличалась от крыши дорического ордера.
После строительства афинского Акрополя аттический вариант ионического ордера распространился по всей Древней Греции.

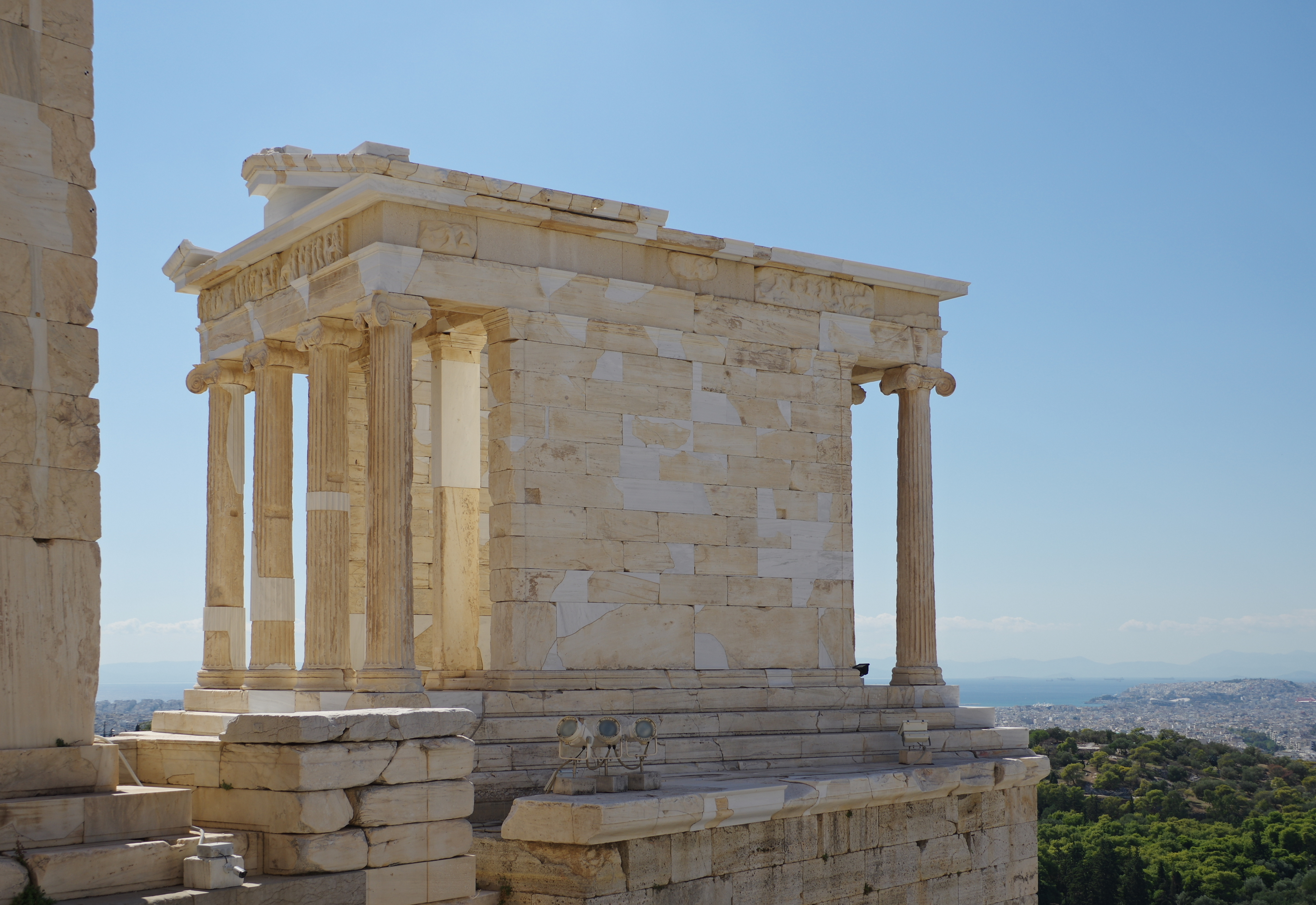
Храм Ники Аптерос, 420-е годы до н. э.
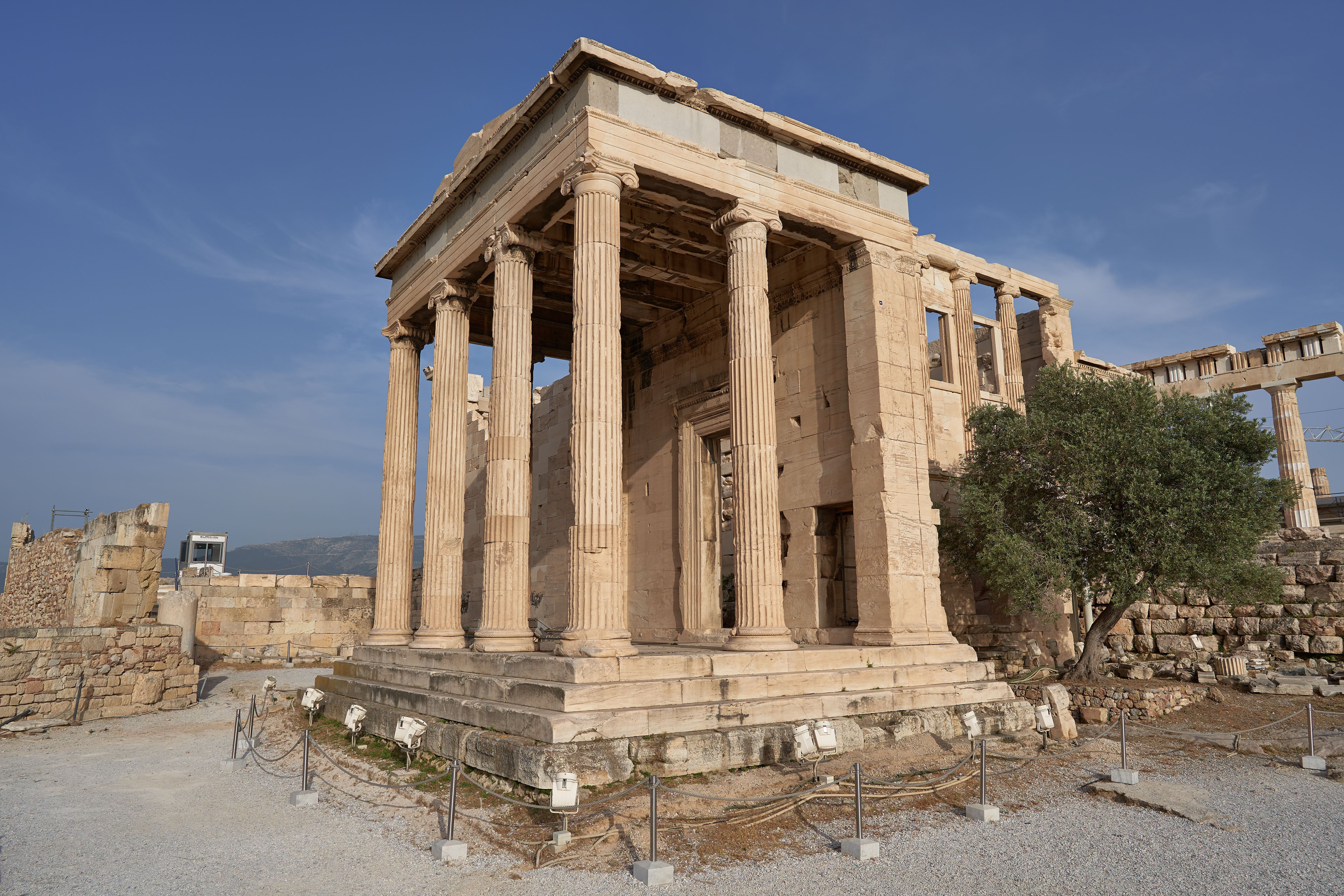
Эрехтейон, 421—405 годы до н. э.
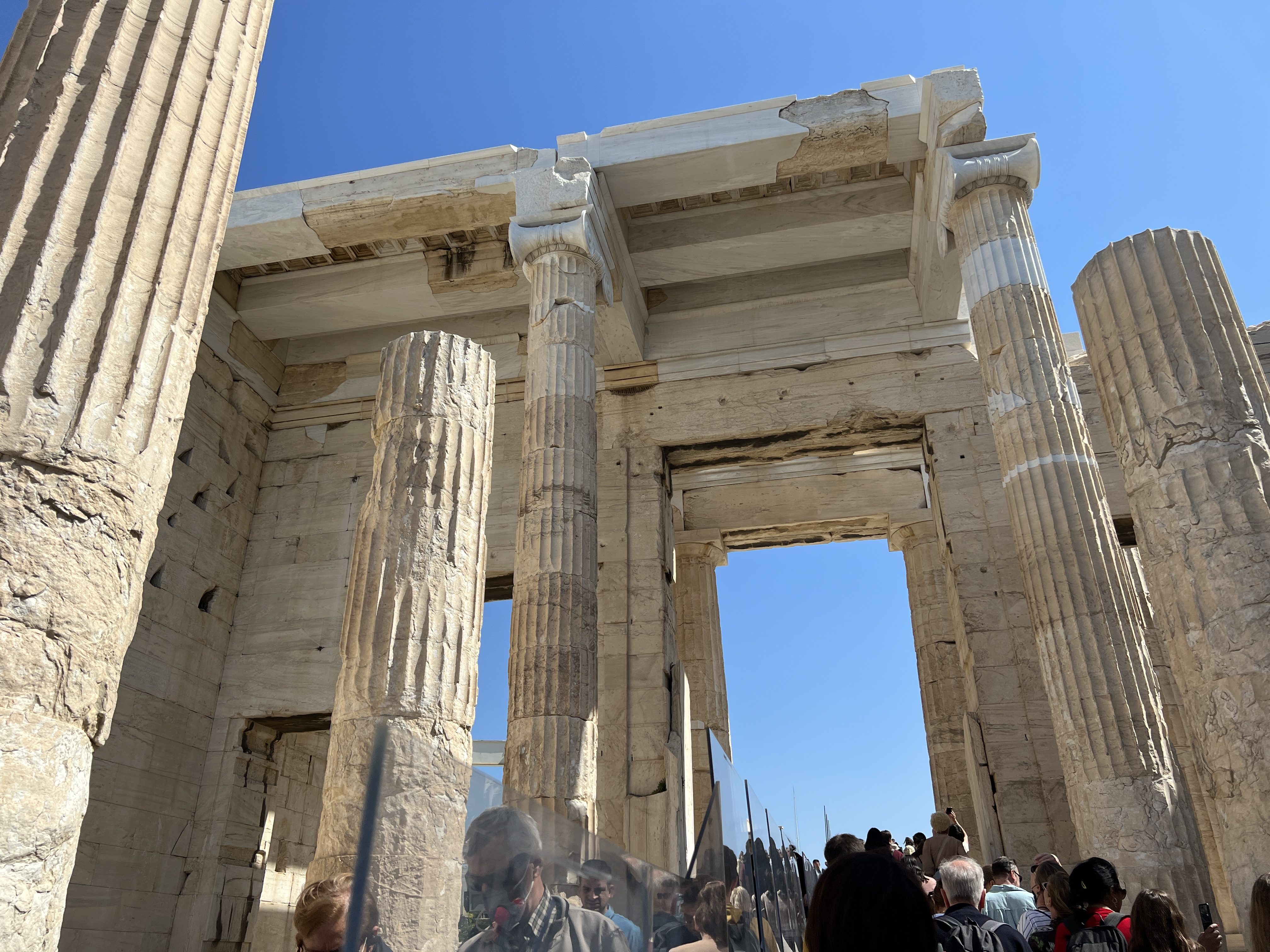
Пропилеи афинского Акрополя
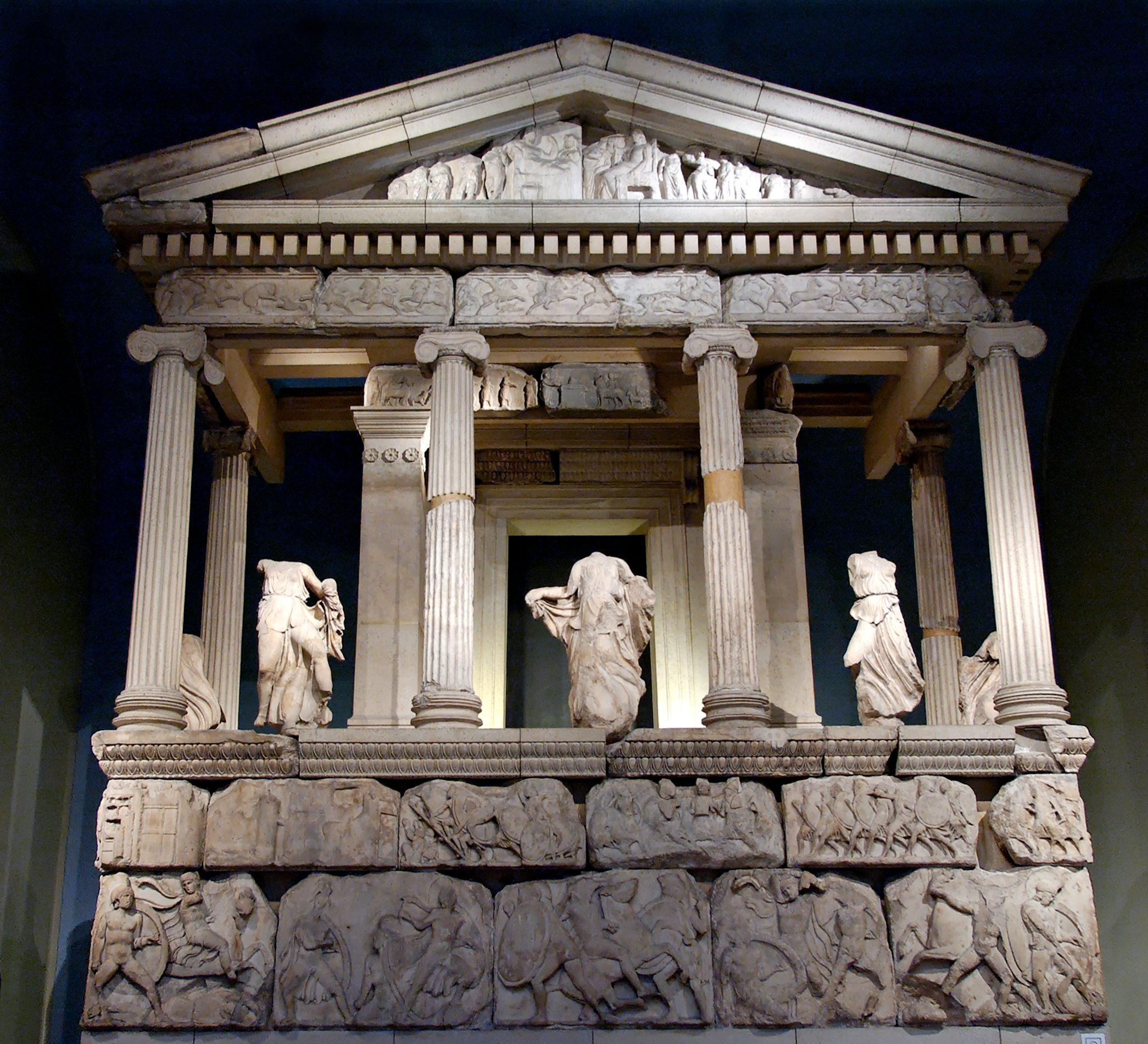
Монумент Нереид, начало IV века до н. э.

#### Греческий коринфский ордер
Коринфский ордер появился в Древней Греции только тогда, когда дорический и ионический ордера достигли полного развития. Исследователи склонны видеть в нём не столько самостоятельную архитектурную систему, сколько переработку ионического ордера, особенно в части капители.
База для коринфской колонны применялась аттическая ионическая. Колонна была несколько легче ионической, достигая в высоту 10 диаметров. Стержень колонны покрывался такими же каннелюрами, как и у ионической колонны.
Капитель коринфской колонны строилась так, чтобы со всех четырёх сторон она выглядела одинаково и имела вид расширявшейся кверху чашечки цветка. Лучшим образцом коринфской капители считается капитель хорагического памятника Лисикрата в Афинах 334 года до н. э. Капитель памятника была устроена следующим образом: над астрагалом, венчающим стержень колонны, был помещён барабан, окаймлённый двумя рядами листьев, расположенных вперемежку по восемь в каждом ряду; листья второго ряда были вдвое выше нижних; из особых черенков, между листьями второго ряда, выходило по два стебля, которые закручивались в форме волют. Абак капители имел вид четырёхугольной плиты со срезанными углами и с вдавленными внутрь сторонами, а середины его боковых сторон украшали розетки.
Формы греческой коринфской капители были чрезвычайно разнообразны и, например, в Башне ветров не имели завитков, а были украшены только листьями. Имелись и такие варианты, которые можно считать промежуточными между приведёнными примерами.
Обработка всех частей антаблемента коринфского ордера не отличалась от обработки ионического ордера. Самостоятельное развитие коринфский антаблемент получил только в римской архитектуре.

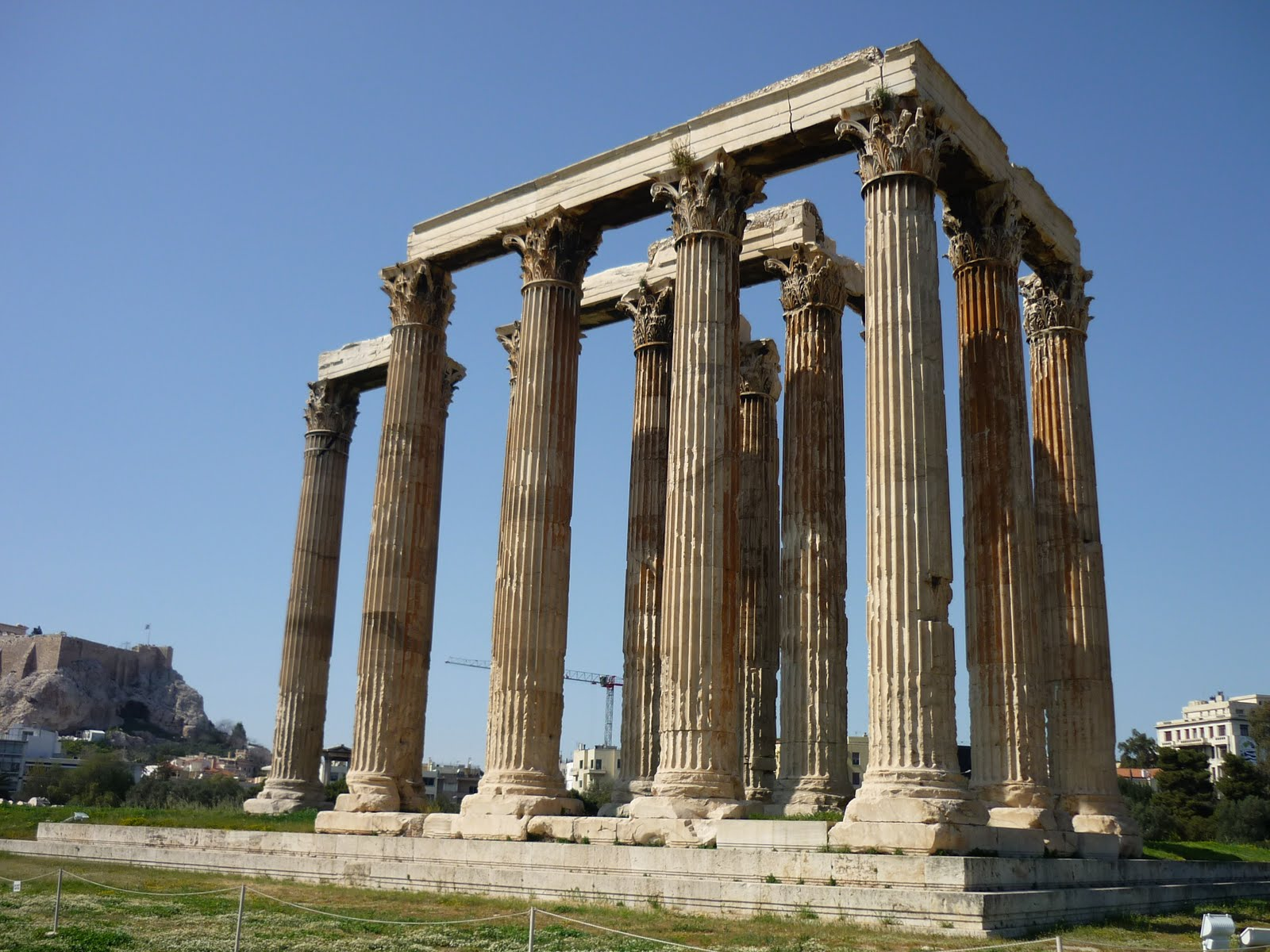
Храм Зевса Олимпийского
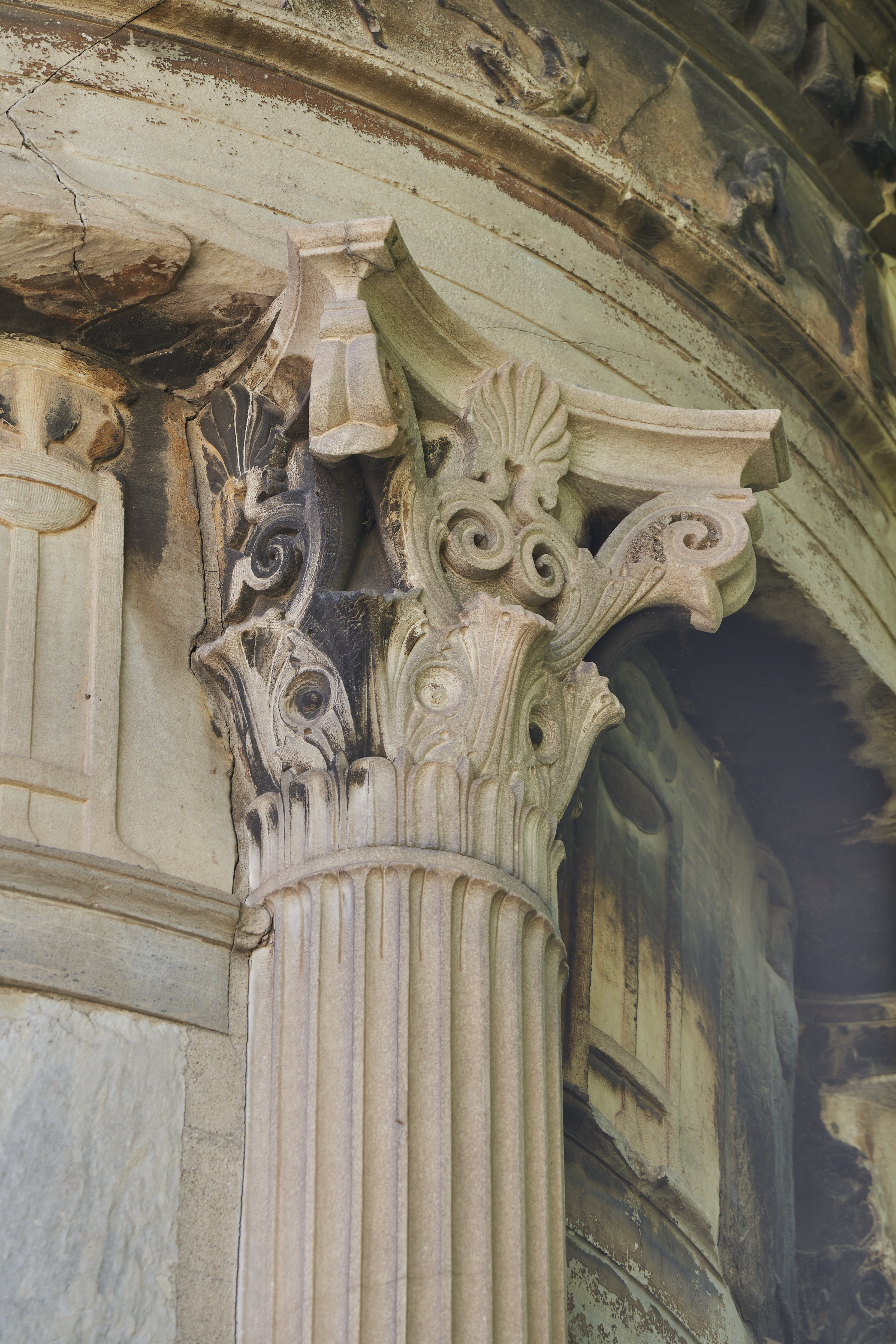
Памятник Лисикрата
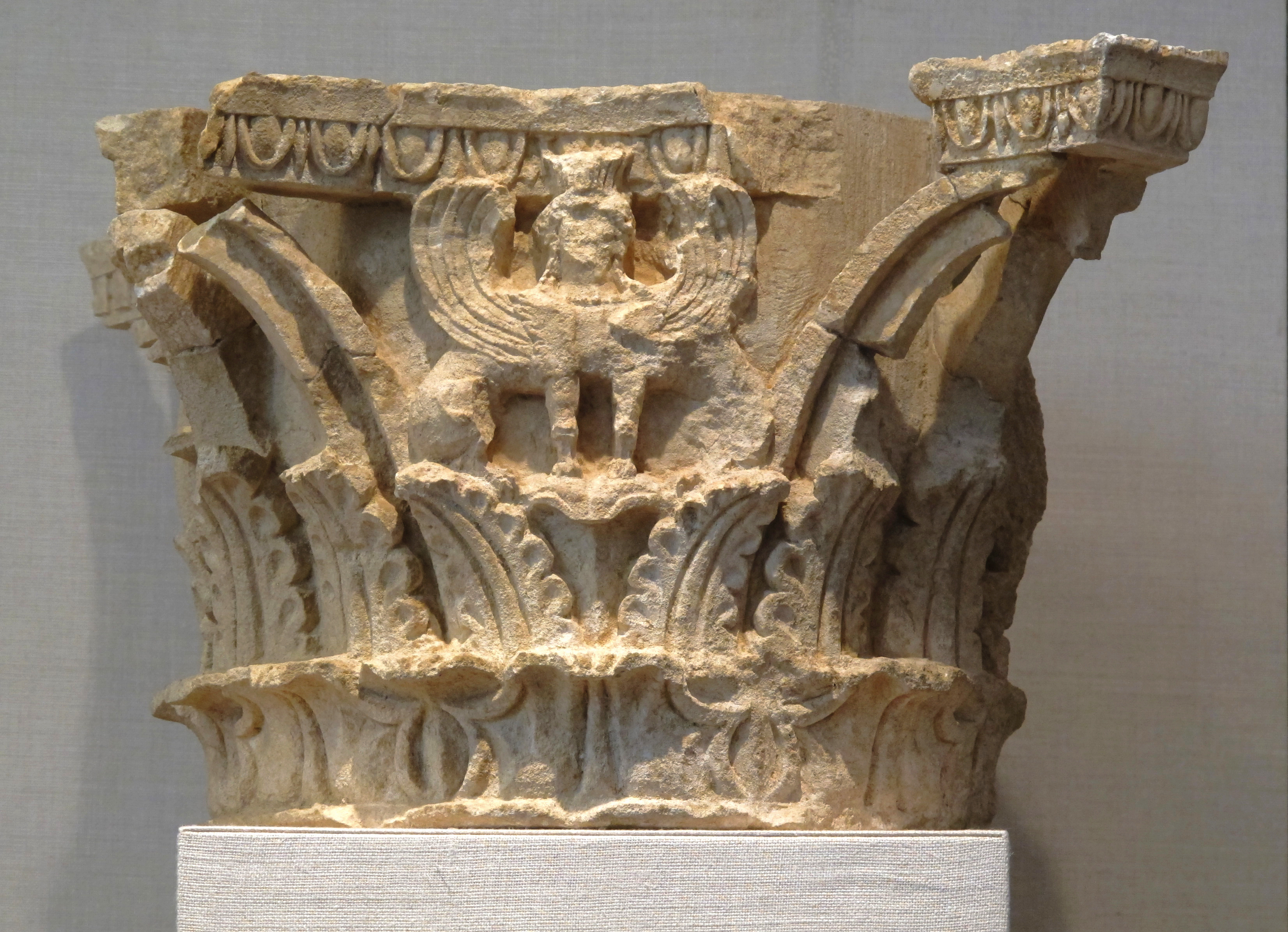
Коринфская капитель из Тараса, IV—III века до н. э.
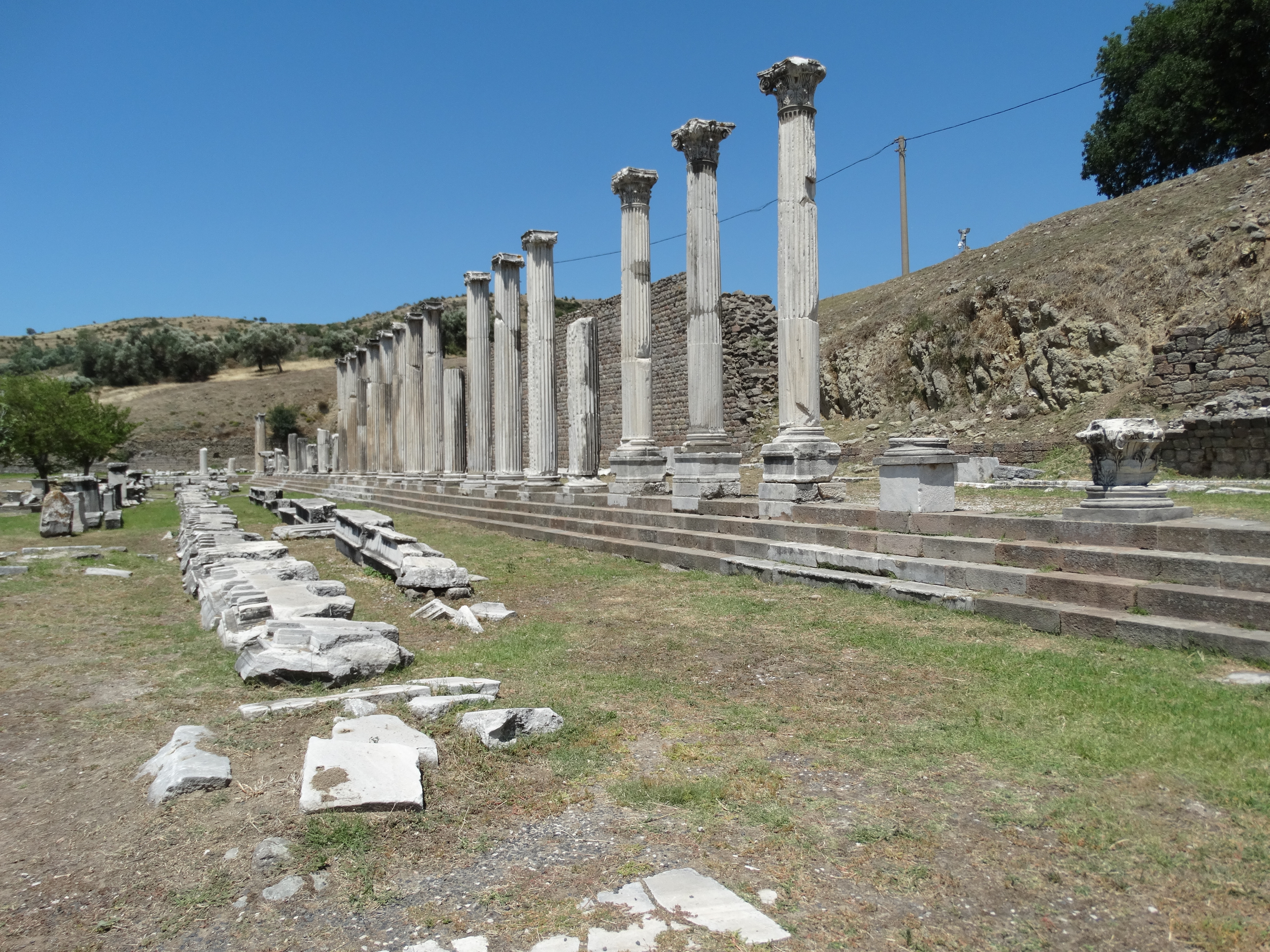
Асклепион

### Римские ордеры
Современное представление о римских ордерных системах сложилось как совокупность дошедших до настоящего времени памятников античного Рима, теоретических изысканий Витрувия и творческого переосмысления этого наследия архитекторами эпохи Возрождения, оставившими после себя теоретические труды и практически руководства по применению ордерных систем. Витрувий, живший в I веке до н. э., в период правления Цезаря и Октавиана Августа, составил описание четырёх ордеров: дорического, ионического, коринфского и тосканского.
Римская архитектура начала формироваться после завоевания Греции, в конце Республики, и приобрела ярко выраженные самостоятельные черты в начале периода Империи. Ордерные системы, воспринятые римскими строителями от своих предшественников, были переосмыслены и переработаны в соответствии с особенностями римской культуры.

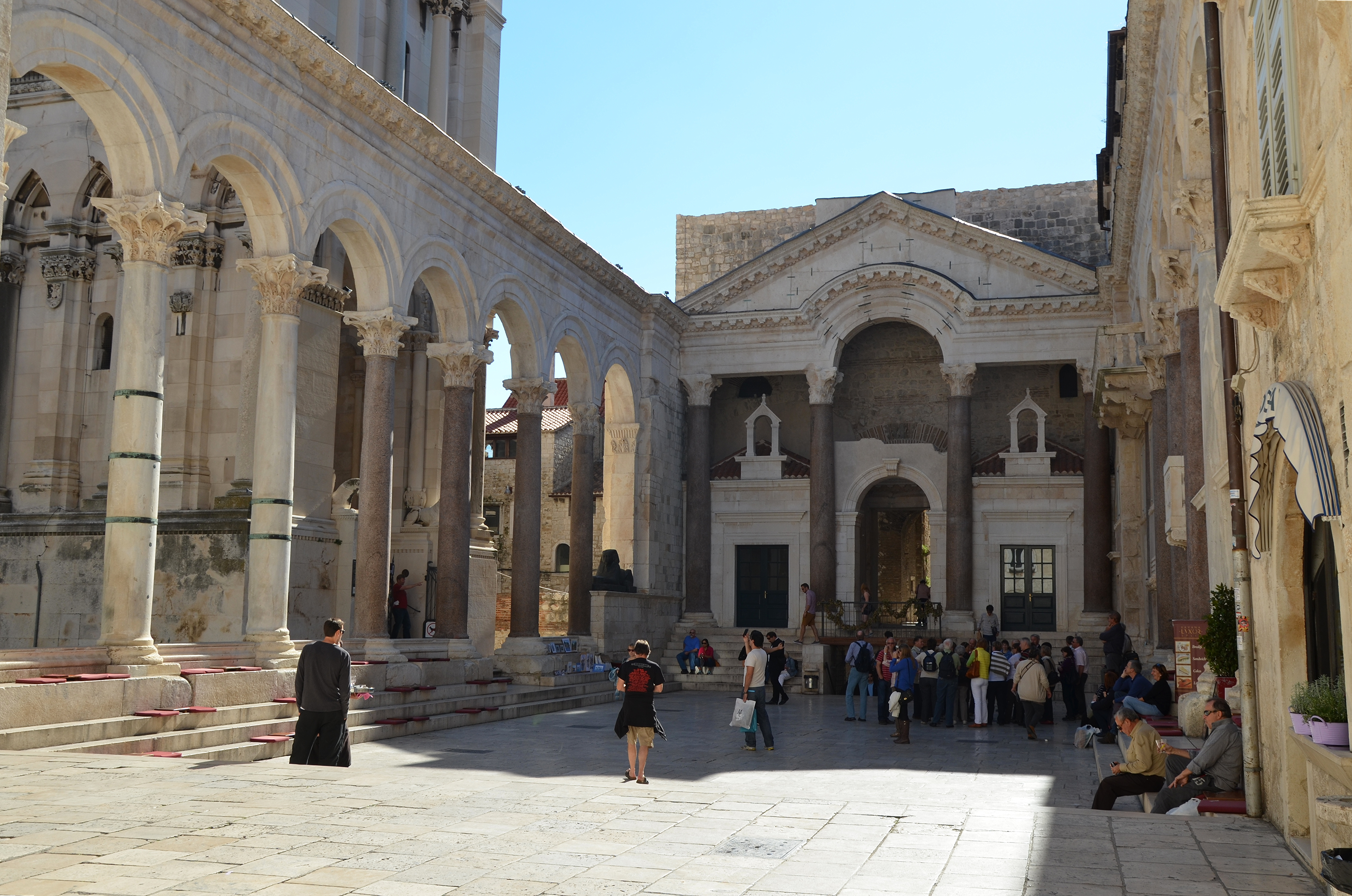
Перистиль дворца Диоклетиана — первый известный пример применения композиционного приёма аркад на колоннах в монументальном строительстве Древнего Рима

В республиканский период эволюция ордеров имела одну общую черту: отдельные части ордера постепенно утрачивали первоначальный конструктивный смысл элементов стоечно-балочной системы. Венчавшая в Древней Греции карниз сима перестала выполнять функцию желоба, а фриз стали вытёсывать из одних и тех же блоков, что и архитрав. Привычным средством расчленения стены стали полуколонны и пилястры. Римские варианты ордеров были разработаны к концу I века до н. э., тогда же в римской архитектуре появились свои, оригинальные композиционные приёмы и формы: ордерная аркада и аркада, опиравшаяся на колонны. В ордерных аркадах аркады опирались на пилоны, а фасадные поверхности последних служили фоном для ордерных колонн. Арки обязательно поддерживали антаблемент. Применяемые колонны были либо приставными, либо связанными. На основе ордерных аркад возникла римская арочно-аркадная ячейка — объёмно-пространственный элемент, применявшийся в архитектуре Древнего Рима для создания крупных общественных сооружений, отличавшийся универсальностью. Применение однотипных ячеек, обладавших повышенной прочностью, давало возможность строить здания со сложной функциональной схемой и удобной планировкой. Ячейки применяли при постройке Табулария (79—78 года до н. э.), театра Марцелла (44—17 гда до н. э.), римского Колизея (75—80 года н. э.). Аркады на колоннах, как ещё один композиционный приём, также появились в архитектуре Древнего Рима. В имперской официальной архитектуре такой приём не использовался, поскольку были распространены ордерные аркады. В провинциальной древнеримской архитектуре известен один пример аркады, опиравшейся непосредственно на колонны — в Помпеях. В римской Галлии было обнаружено несколько колоннад, расположение которых предполагает несение пят аркады. Впервые в монументальном строительстве аркады на колоннах были применены в архитектуре дворца Диоклетиана.
В эпоху Возрождения античные древности стали предметом пристального изучения, а всё написанное Витрувием подвергалось осмыслению и реконструкции с проверкой по сохранившимся памятникам. Подобные изыскания начал Альберти, а продолжил Серлио. У последнего насчитывалось уже пять ордерных систем (как и в более поздних трудах Виньолы). Пятой системой стал «сложный», или композитный ордер.
В настоящее время история архитектуры выделяет шесть римских ордерных систем:
- Тосканский ордер
- Римский дорический ордер
- Римский ионический ордер
- Римский коринфский ордер, который делится на две разновидности:
  - Итало-коринфский ордер
  - Римско-коринфский ордер
- Композитный ордер

#### Тосканский ордер

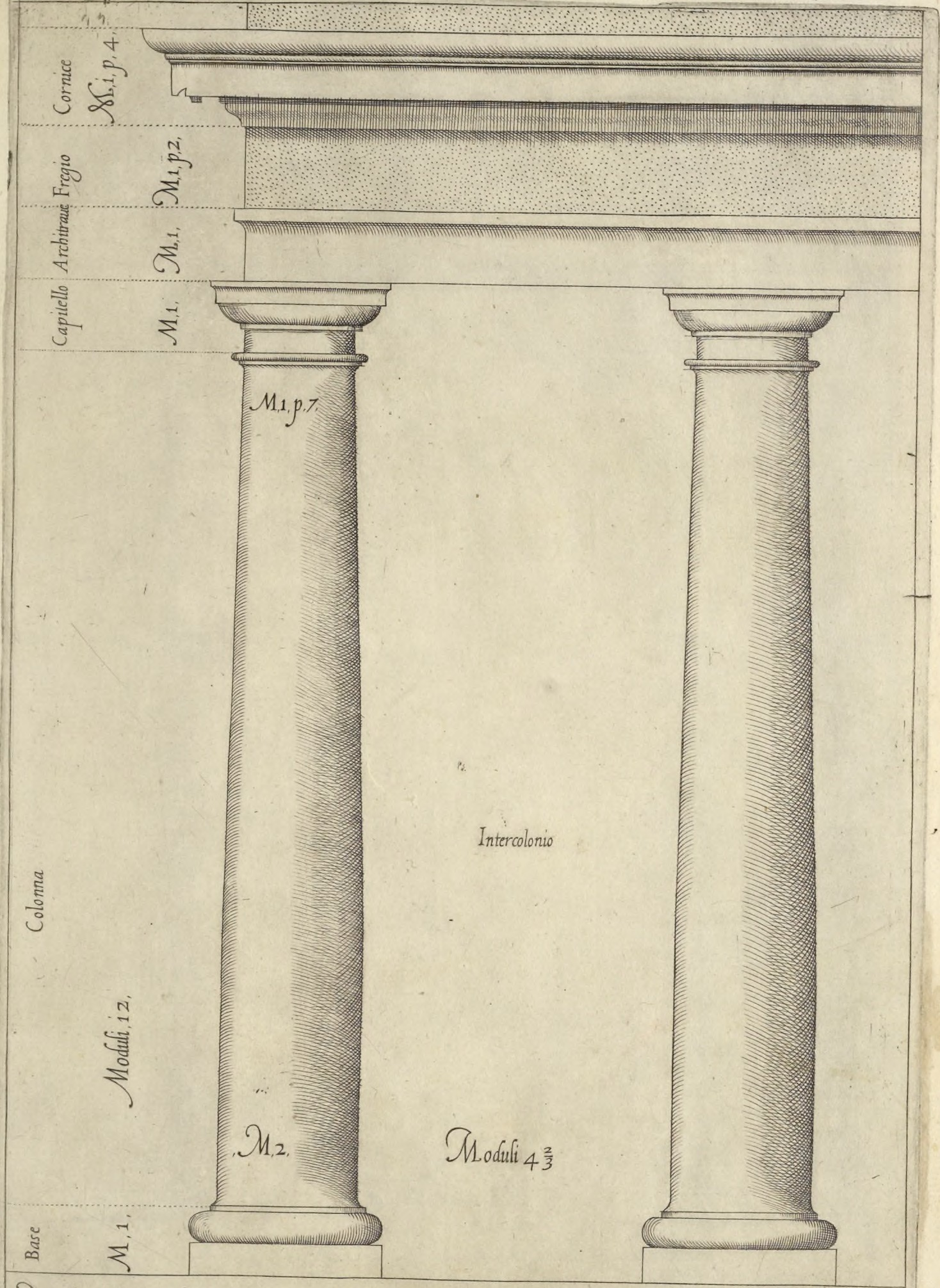
Тосканский ордер. Иллюстрация из «Правил пяти ордеров архитектуры» Джакомо да Виньолы

Наибольшие споры в течение долгого времени вызывал тосканский ордер, в описании Витрувия являвшийся по происхождению «трусским» (этрусским). Кроме того, римский архитектор постулировал существование самостоятельной конструктивной системы, в которой каменные колонны несли деревянный антаблемент. Существование вне Рима целиком каменных памятников, которые являлись промежуточным вариантом между описанными Витрувием и римским дорическим ордером, позволили Огюсту Шуази отнести тосканский ордер к «старинному варианту дорического». Йозеф Дурм именовал данный ордер «тусско-дорическим». Искусствовед Александр Габричевский считал такой подход наиболее правильным, поскольку «тосканский ордер следует рассматривать как самостоятельную архитектурную концепцию, возникшую в процессе развития этрусской архитектуры в результате воздействия на неё эллинских влияний».
Римская архитектура в целом унаследовала множество черт этрусской, а последняя, в свою очередь, во многом опиралась на архитектуру классической Греции, поскольку италийский полуостров входил в зону греческой колонизации. После завоевания Греции во II веке до н. э. Рим получил в качестве «трофея» и всё наследие древнегреческой архитектуры, таким образом восприняв влияние греческой культуры дважды: через наследие этрусков и после вхождения Греции в состав Римской империи.
Тосканский ордер в общих чертах был сходен с дорическим (существовали даже смешанные формы двух систем). Отличие его заключалось в том, что он не имел метоп на фризе и каннелюр на стволе колонн. Зачастую у тосканского ордера имелась развитая база и высокая капитель, гладкая шейка которой отделялась от фуста колонны астрагалом. Из всех вариантов римских ордеров тосканский являлся самым простым по отделке и самым тяжёлым по пропорциям.
База тосканского ордера была равна одному модулю; состояла из двух ясно выраженных и равных по высоте частей: нижней части в виде квадратного в плане плинта и верхней — в виде круглого в плане вала. Переходом от стержня колонны к валу служила игравшая второстепенную роль полочка, делавшаяся из того же материала, что и колонна (из-за этого переход от стержня к полочке делался в виде выкружки).
Толщина колонны тосканского ордера (диаметр нижнего основания) составляла 1/7 её высоты. Нижняя часть стержня представляла собой цилиндр, а выше колонна утонялась, что было выражено сильнее, чем в иных ордерных системах (верхний диаметр был на 1/5 часть меньше нижнего). Стержень колонны оканчивался наверху астрагалом.
Капитель тосканской колонны высотой в один модуль состояла из трёх частей одинаковой высоты:
- Шейки, являвшейся продолжением стержня колонны;
- Четвертным валом с полочкой, имевшим второстепенное значение;
- Абакой — верхним элементом капители, который заканчивался наверху небольшим второстепенным профилем (полочкой) с переходом к ней посредством выкружки.

Антаблемент тосканского ордера состоял из трёх элементов: архитрава, фриза и карниза. Архитрав выполнялся в виде гладкого камня высотой в один модуль, который заканчивался наверху крупной полочкой. Фриз в тосканском ордере оставался совершенно гладким, а карниз представлял собой самый простой вариант карнизов во всех вариантах ордеров.

#### Римский дорический ордер
Дорический ордер, зародившийся в Греции, претерпел различные изменения в римскую эпоху. В период республики он мог быть близок как эллинистическому варианту, так и варианту классической Греции. Существенное отличие римского варианта от греческого — в пропорциях. В свободно стоящих колоннах он мог иметь чрезвычайно лёгкие пропорции (в храме Геркулеса в Коре высота колонны достигала 10 диаметров), а в полуколоннах в ордерной аркаде пропорции могли быть достаточно тяжелы (в дорических полуколоннах портика Табулария диаметр укладывался всего в 7 раз). База в римско-дорическом ордере в период республики была слабо выражена или отсутствовала.
Выделяют две разновидности римского дорического ордера, различие между которыми содержалось в антаблементах и капителях:
- Зубчатый дорический ордер, в котором применялись зубцы в поддерживающей части (данный вариант был более простым и менее изящным);
- Модульонный дорический ордер, в котором под слезником помещался ряд модульонов.

Пьедестал римского дорического ордера имел наверху карниз, а внизу цоколь. Высота карниза обычно равнялась 1/2 модуля, а базы — 5/6 модуля. В базе дорического пьедестала имелся не один плинт, как во всех остальных ордерах, а два. Добавление дополнительного плинта повлекло увеличение высоты всей базы пьедестала. Карниз дорического пьедестала был сходен с карнизом тосканского ордера: поддерживающая часть выполнялась в форме каблучка, слёзник в виде камня с полочкой сверху, венчающая часть — четвертного вала с добавлением небольшой полочки наверху.
База римской дорической колонны представляла собой развитие тосканского варианта. Разница между ними заключалась лишь в том, что переходом от стержня колонны к валу служила не полочка, а обратный астрагал.
По Витрувию, колонна римского дорического ордера по пропорциям была заметно стройнее тосканской, так как её диаметр составлял не 1/7, а 1/8 часть её высоты. Хотя разница в цифрах не кажется особенно значительной, по внешнему виду дорическая колонна была несравненно стройнее и легче тосканской. Стержень колонны, как и в тосканском ордере, оканчивался астрагалом и мог оставаться как гладким, так и украшаться каннелюрами. Обычно в римском дорическом ордере одна колонна имела 20 каннелюр.
Так как в римской архитектуре, в отличие от греческой, применялась арка, конструктивной частью ордера стали архивольты и импосты, которые в обоих вариантах римского дорического ордера были одинаковы; ширина их равнялась одному модулю, а профиль состоял из трёх частей:
- Средняя часть была шире нижней или верхней и состояла из гладкого камня, заканчивавшегося наверху астрагалом;
- Нижняя часть имела вид гладкой полосы;
- Верхняя часть имела форму четвертного вала с полочкой сверху.

- Зубчатый дорический ордер

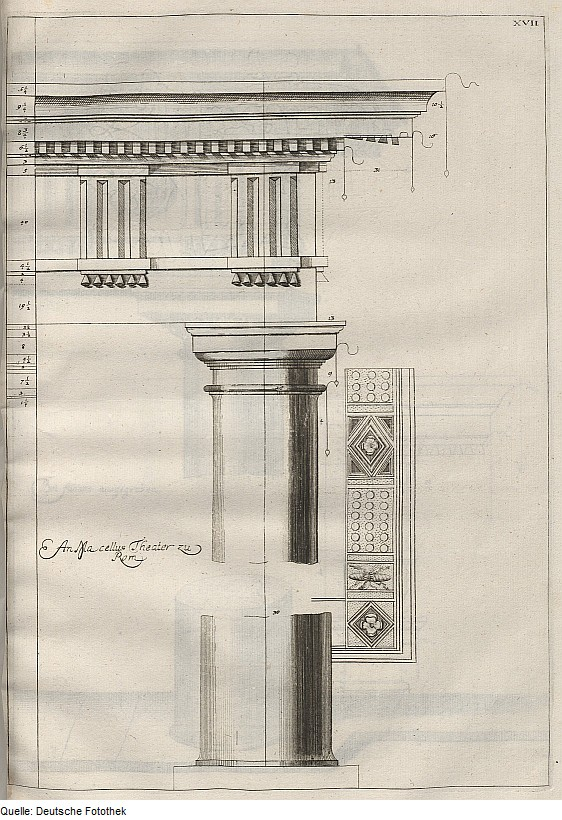
Зубчатый римско-дорический ордер первого яруса Театра Марцелла

Капитель дорического зубчатого ордера равнялась по высоте одному модулю и делилась, как и в тосканском, на три части, при этом шейка, четвертной вал и абак строились в той же последовательности. Отличие дорической капители от тосканской выражалось лишь во второстепенных профилях. Вместо одной полочки под четвертным валом в дорической капители размещались три очень узкие полочки, располагавшиеся уступами одна над другой. Абак венчался не полочкой с выкружкой под ней, а полочкой с каблучком.
Архитрав высотой в одни модуль имел наверху, как и тосканский, полочку. Над архитравом помещался фриз, получивший в римском дорическом ордере исключительное развитие. В римской архитектуре поменялись принципы конструкции, которые теперь не требовали применения триглифов. Данная часть ордера получила чисто декоративное значение. Триглиф, не нужный для конструкции (в римской архитектуре фриз делали из кирпича и оштукатуривали), остался лишь как напоминание о греческих образцах. В римской архитектуре угловой триглиф не смещался к углу здания, а помещался по оси симметрии угловой колонны. Сам триглиф представлял собой очень тонкую пластинку, наложенную на плоскость фриза, и имел скошенные углубления, напоминавшие составленные вместе три полоски. Под триглифом, ниже полочки архитрава, помещалась ещё одна узкая полочка с шестью капельками, имевших вид усечённых пирамид или усечённых конусов. Метопы, как и в греческом варианте, обычно заполнялись украшениями.
Карниз в данном варианте ордера имел более развитую поддерживающую часть, чем в тосканском. Половину поддерживающей части, непосредственно под слезником, занимал ряд зубцов. Нижняя половина поддерживающей части состояла из двух частей: криволинейной в виде каблучка, поддерживающего полоску с зубцами, и прямолинейной в виде пояска над триглифами и метопами. Слезник представлял собой камень, ограниченный с фасада вертикальной плоскостью и увенчанный небольшим профилем из полочки и каблучка. Снизу слезника устраивалось небольшое углубление в виде полукруглой выемки, а на нижней плоскости — узкая выступающая полоска, благодаря которой появлялась вторая впадина. Венчающая часть слёзника состояла из выкружки с небольшой полочкой сверху.
- Модульонный дорический ордер

Капитель данного вида дорического ордера строилась также, как и в зубчатом, за исключением одной второстепенной части: под четвертным валом капители вместо трёх узких полосок помещался астрагал.
Пропорции составных частей антаблемента модульонного ордера не отличались от варианта зубчатого дорического ордера. Архитрав равнялся одному модулю и имел сверху полку. Его отличие от архитрава зубчатого ордера заключалось в том, что он состоял двух полос, расположенных одна над другой. Ширина полос должна была быть всегда различной и различие это должно было быть заметно визуально. Во фризе данного ордера помещались такие же триглифы и метопы, как и те, которые помещались в зубчатом ордере. Членение карниза также было аналогично варианту зубчатого ордера. Важное отличие заключалось в том, что непосредственно под слёзником помещалась полоса в виде вертикальной плоскости, к которой примыкали довольно массивные прямоугольные камни — модульоны.
Ширина модульона по фасаду составляла один модуль, а величина его выступа из плоскости фасада — несколько больше. У наружного края нижней поверхности делалась полукруглая выемка, за которой следовала выступающая из поля плоскости узкая полочка. Таким образом, на нижней части модульона получалась квадратная площадка, на которой располагалось 36 капель, имевших вид усечённых конусов (6 рядов по 6 капель). Верхняя часть модульона имела небольшой профиль и маленький каблучок. располагали модульоны над триглифами, и каждый из них был обведён с трёх сторон каблучком; такой же каблучок имелся и между модульонами.

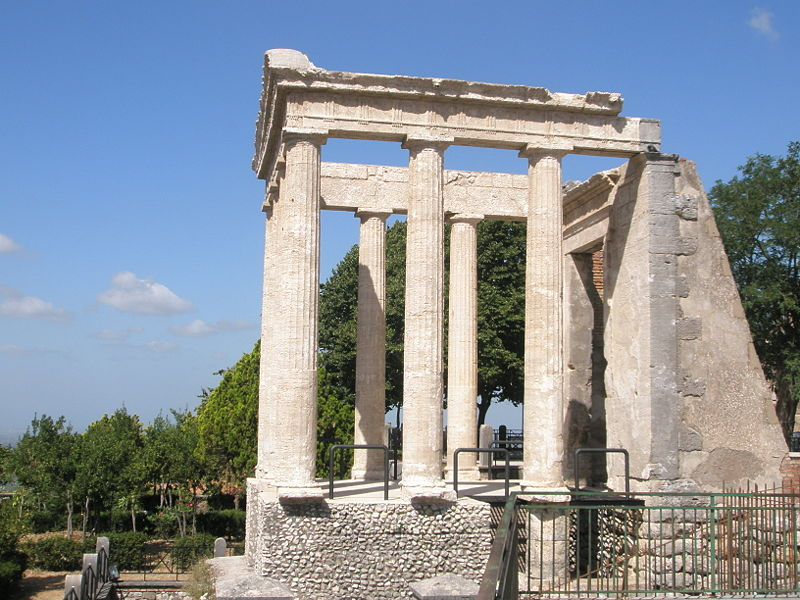
Храм Геркулеса в Коре, около 100 г. до н. э.
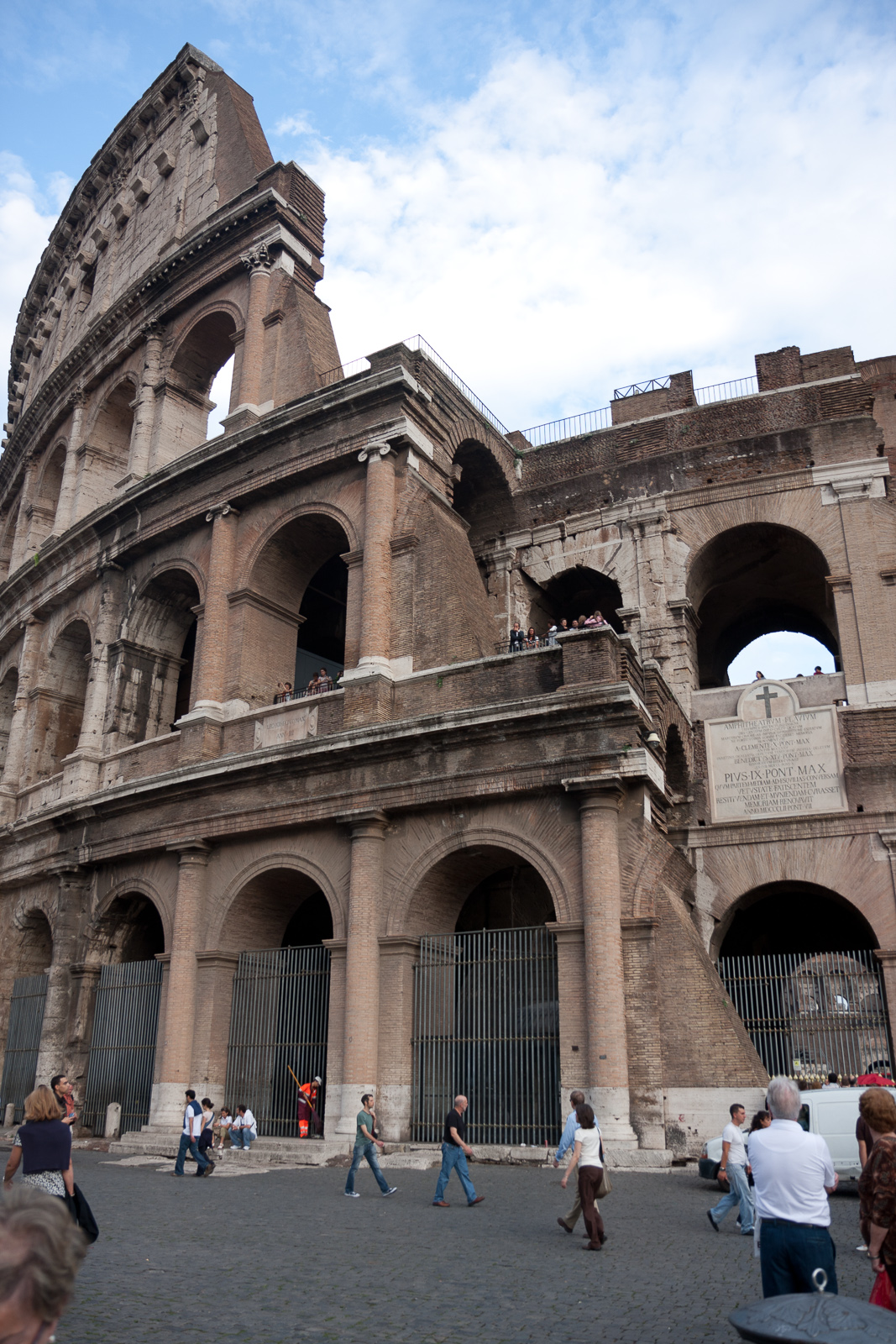
Колизей, 72—80 годы
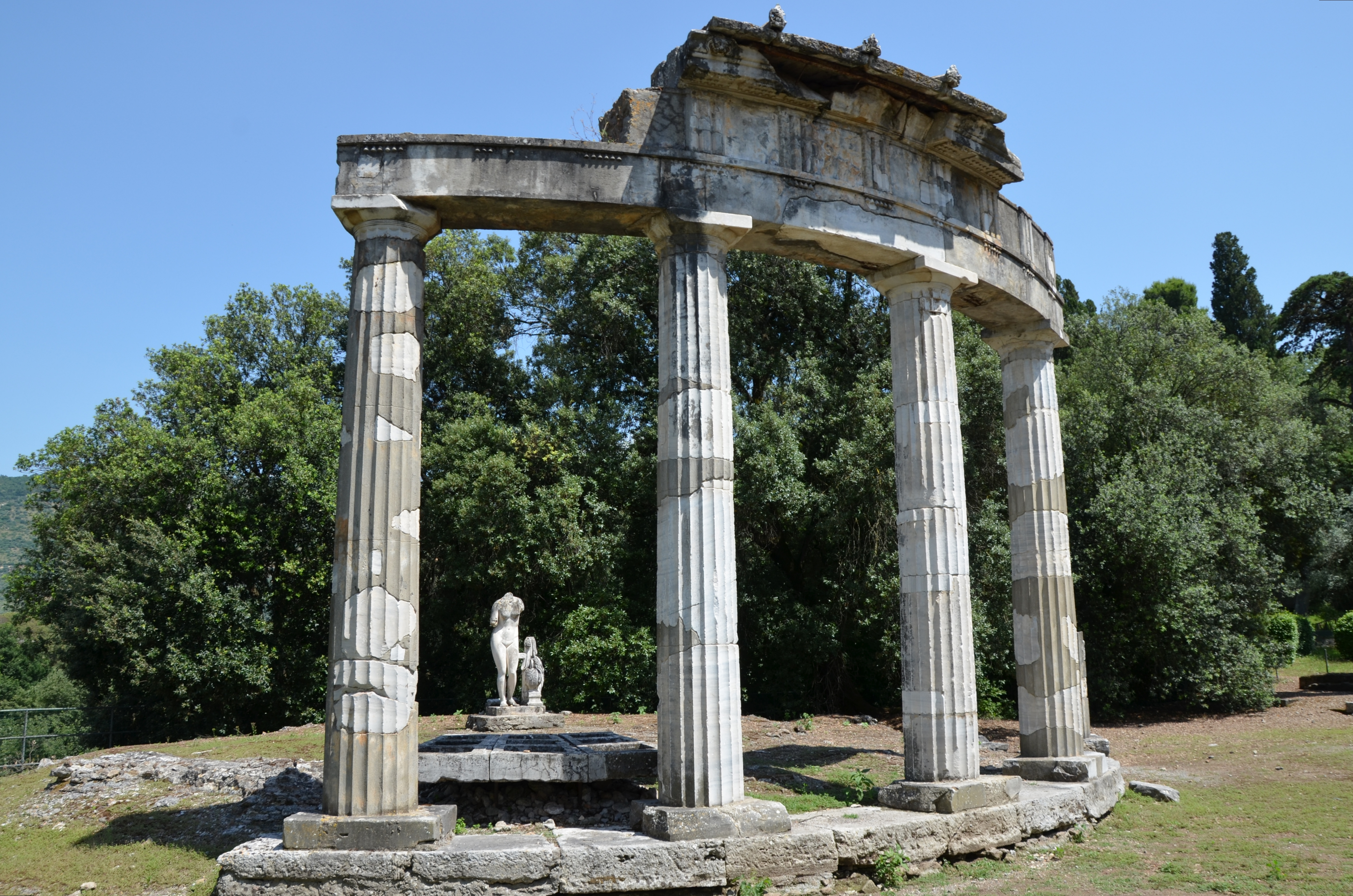
Круглый храм, Вилла Адриана
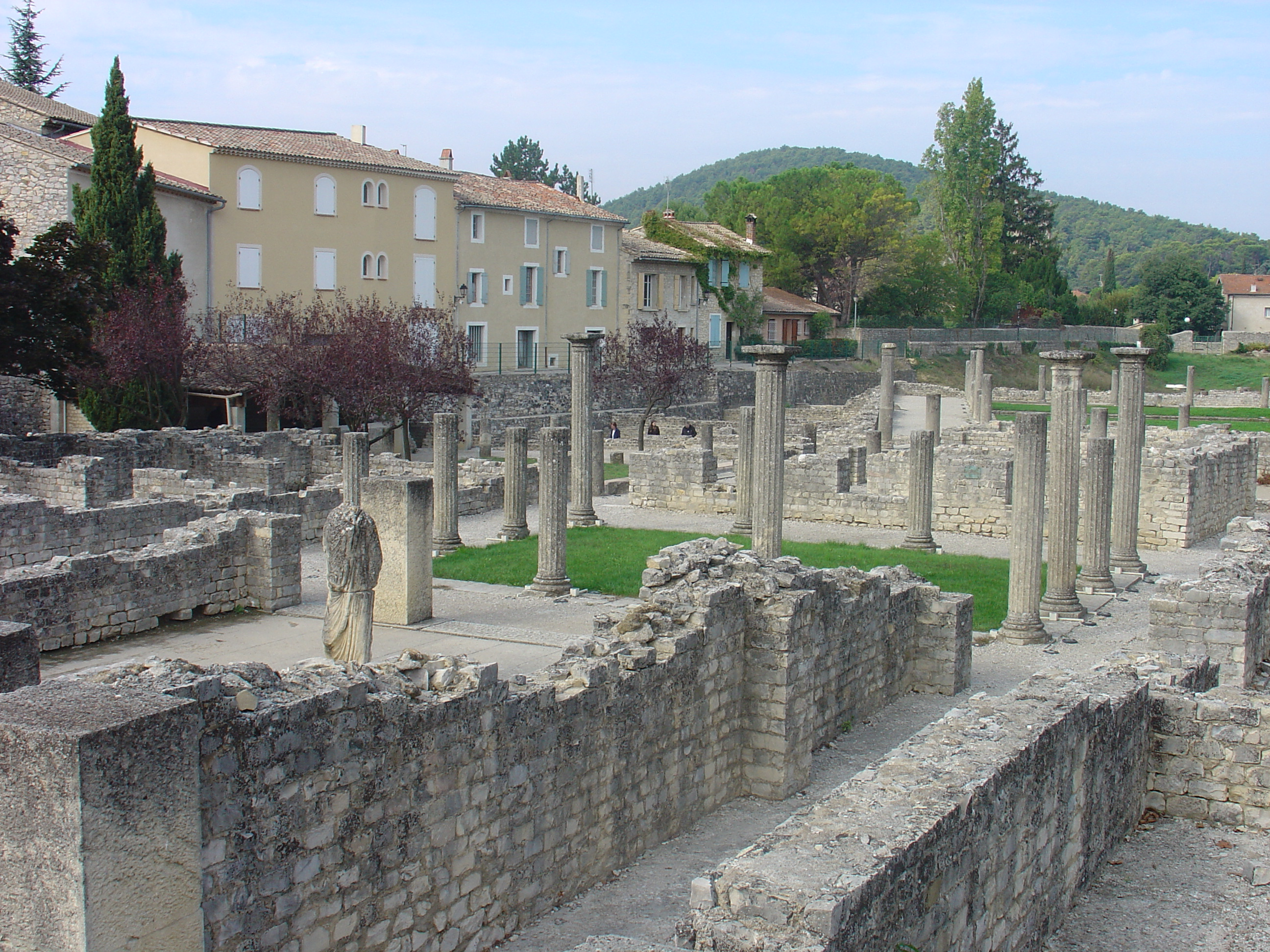
Перистиль в Везон-ла-Ромен

## Элементы классического ордера
Все части классического ордера имеют триадную структуру. Так основных частей три: основание (опорная часть), несущая и несомая. Каждая часть также делится на три. Основание на фундамент (цоколь), стереобат, стилобат. Несущая на базу (постамент), фуст колонны и капитель. Венчающая (несомая часть): архитрав, фриз, карниз. И так далее, вплоть до самых мелких деталей. Многие греческие названия частей ордера антропоморфны. Подножие, основание постройки называли: подиум (podes — нога, стопа), или крепидома (krepidoma — основание дома). Возвышающаяся над уровнем земли объемная часть фундамента, обычно имеющая три ступени — стереобат (stereo — прочный, твердый, и baino — ступаю). Верхняя плоскость стереобата — стилобат (stylos — опора, колонна, и baino — ступаю), то есть плоскость, по которой ступают колонны.
Выше располагается база, поддерживающая вертикальные опоры — колонны, служащие главным несущим элементом конструкции. Колонны венчает капитель (лат. capitellum — головка), которая в зависимости от типа ордера может состоять из ряда элементов: эхина (круглой «подушки») и абаки (квадратной плиты) в дорическом ордере, волют (завитков) в ионическом, листьев аканта в коринфском. Верхняя, несомая часть конструкции, называемая антаблемент, или «надстолье», разделяется на следующие части:
1. архитрав, или эпистиль, — главная балка, которая располагается непосредственно на капители колонны. В ионическом и коринфском ордерах ради зрительной легкости расчленен по горизонтали на три части.
2. фриз — средняя часть антаблемента, расположена между архитравом и карнизом. В дорическом ордере фриз оформлен чередующимися триглифами и метопами, в ионическом и коринфском имеет рельефный декор, в античности дополняемый росписью и позолотой.
3. карниз — верхняя часть антаблемента, над которой располагается кровля.